# Богослово (Новгородская область)
Богослово — деревня в Пестовском муниципальном районе Новгородской области, административный центр Богословского сельского поселения.
Площадь территории деревни — 61 га. Центральная улица деревни является частью автодороги Хвойная — Кабожа — Пестово.
Богослово находится на левом берегу реки Белая, на Валдайской возвышенности, на высоте 164 м над уровнем моря, в 6,5 км к северу от посёлка при станции Абросово.

## Население
По всероссийской переписи населения 2010 года население деревни — 235 человек (124 мужчины и 111 женщин).
| Год            | 1909 | 1928 | 2009 | 2010 |
| всего человек  | 584  | 679  | 244  | 235  |
| -------------- | ---- | ---- | ---- | ---- |
| мужчин         | 290  |      |      | 124  |
| женщин         | 294  |      |      | 111  |
| жилые строения | 158  |      |      |      |

## История

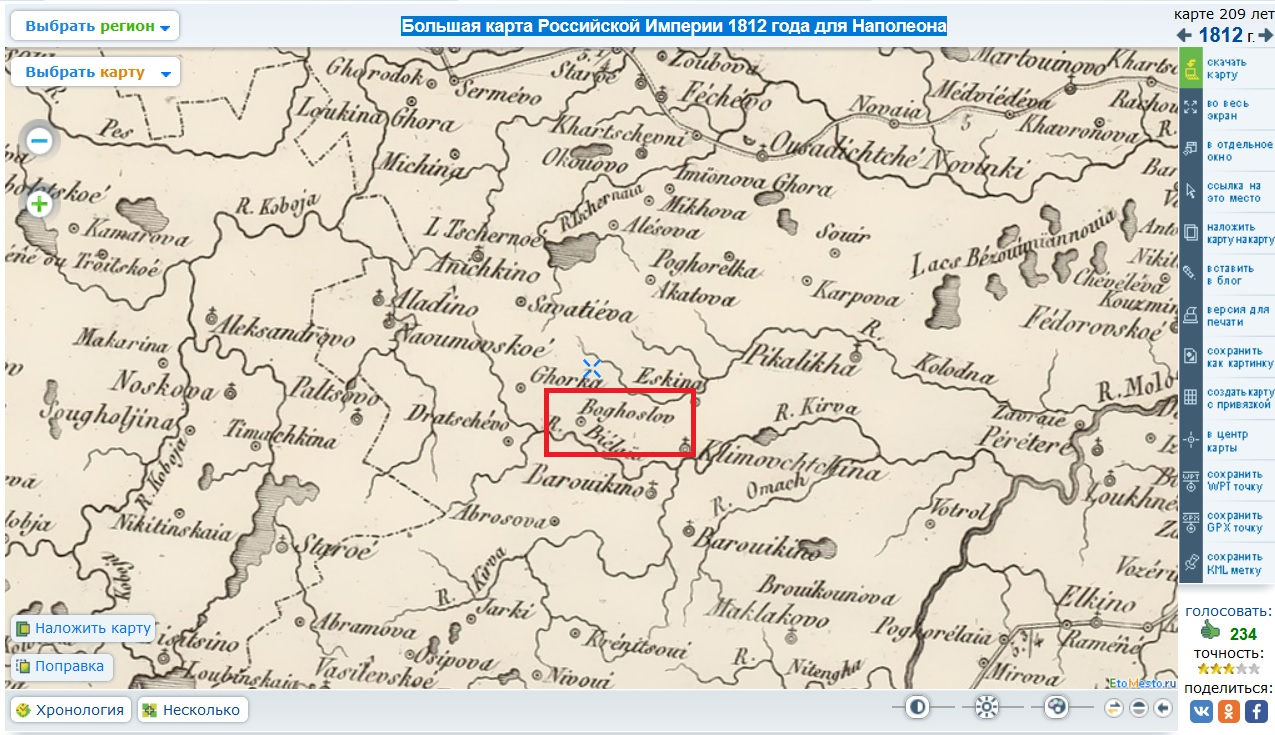
Деревня Богослов на карте 1812 года

Населённый пункт, который раньше именовался Подолово, отстраивали несколько раз. Дело в том, что за свою историю деревня неоднократно сгорала дотла. Последний большой пожар случился в день святого Иоанна Богослова. Решив, что это не случайно, местные жители переименовали свою деревню в честь святого. Было это в 1850 году.
Хотя на большой карте Российской Империи 1812 года на этом месте уже была деревня с наименованием Богослов.
Подавляющее большинство жителей были крестьяне — постоянные труженики, хлеборобы и скотоводы, работавшие на полях, отхожих промыслах, платившие оброки помещикам, молившиеся в церквях по праздникам. Почти все крестьяне Кирво — Климовской волости являлись надельными крестьянами, то есть теми, которые получили от своих господ-помещиков земельный надел в окрестных землях для обработки. Эти наделы крестьяне удержали за собой вплоть до образования сельхозартелей (колхозов) и даже до середины XX века.
На 1 марта 1896 года, в основанной в 1882 году, земской школе деревни Богослово Устюженского уезда Новгородской губернии обучались 316 детей из 16 селений; в 1896 году уездное земское собрание постановило учредить в Богослове, как в одной из четырёх «местностей с наибольшим числом грамотного населения — читальню», так появилась библиотека в деревне. В списке населённых мест Устюженского уезда Новгородской губернии за 1909 год деревня Богослово указана как относящаяся к Кирво-Климовской волости (2-го стана, 2-го земельного участка). Население деревни Богослово, что была тогда на земле Богословского сельского общества — 584 жителя: мужчин — 290, женщин — 294, число жилых строений — 158; тогда в деревне была земская школа, часовня, а также имелись: винная лавка, хлебозапасный магазин и 5 мелочных лавок.
В 1914 году учительница Екатерина Алексеевна Смирнова начала постройку на другом месте за рекой нового двухэтажного здания для Богословской школы. Сегодня вокруг него вырос настоящий школьный городок. Когда более мелкие деревни вошли в состав Богословского сельского поселения, здания местных начальных школ начали перевозить сюда. Таким образом, сегодня школьники постигают знания, умения и навыки сразу в нескольких местах: в одном спортивный зал, во втором классы физико-химических предметов, в третьем располагается начальная школа, другие отведены под столовую и склад. Интересно, что сам школьный городок расположен в километре от деревни: на его территории нет ни магазинов, ни других жилых домов, кроме учительского. В былые времена, когда детей было много, некоторые дома школьного городка отвели под интернаты, в которых ребята жили всю учебную неделю, так как ездить домой каждый день было очень далеко и накладно.
В 1915 году открыто собственное почтовое отделение. С 10 июня 1918 года до 31 июля 1927 года деревня была в составе Устюженского уезда Череповецкой губернии, затем центр Богословского сельсовета Пестовского района Череповецкого округа Ленинградской области. Население деревни Богослово в 1928 году — 679 человек. По постановлению ЦИК и СНК СССР от 23 июля 1930 года Череповецкий округ был упразднён, а район перешёл в прямое подчинение Леноблисполкому.

Во время Великой Отечественной войны близ деревни Богослово действовал военный тыловой аэродром, на котором проходили боевые учения и отработка лётных навыков.
Из книги воспоминаний И. А. Каберова, стр. 223: «Всё, отвоевалась наша маленькая группа на своих видавших виды, потрепанных и залатанных истребителях. Пришёл срок получать новые самолёты. Подняв в воздух 3 оставшиеся исправные машины, Ефимов, Львов и я сделали круг над аэродромом и взяли курс на юго — восток. Завершив свой последний совместный полёт, мы приземлились на аэродроме нашей тыловой базы в Богослово в 30 километрах от станции Пестово железной дороги „Ленинград — Москва-Бутырская“. Бывшее ржаное колхозное поле, приспособленное под аэродром, примыкало к большому сосновому бору. Шёл первый день лета. Было тихо и солнечно. Неподалёку от аэродрома катила свои воды извилистая живописная речка Белая. Выскочив из кабин, мы сняли шлемофоны и сразу же направились к реке. На бережке разделись и немедля кинулись в воду. Разыгрались, расшумелись, как дети… На следующий день транспортным самолётом в Богослово прилетели Мясников и другие лётчики. Так началась новая пора в нашей жизни.»
По Указу Президиума Верховного Совета СССР от 5 июля 1944 года Пестовский район был передан из Ленинградской области во вновь образованную Новгородскую область. Во время неудавшейся всесоюзной реформы по делению на сельские и промышленные районы и парторганизации, в соответствии с решениями ноябрьского (1962 года) пленума ЦК КПСС «о перестройке партийного руководства народным хозяйством» с 10 декабря 1962 года был образован, в числе прочих, крупный Пестовский сельский район на территории Дрегельского, Пестовского и Хвойнинского районов. Богословский сельсовет и деревня вошли в состав этого района, а 1 февраля 1963 года административный Пестовский район в числе прочих был упразднён. Пленум ЦК КПСС, состоявшийся 16 ноября 1964 года восстановил прежний принцип партийного руководства народным хозяйством, после чего Указом Верховного Совета РСФСР от 12 января 1965 года сельские районы были преобразованы вновь в административные районы и решением Новгородского облисполкома № 6 от 14 января 1965 года Богословский сельсовет и деревня вновь в составе Пестовского района. В 1970-е годы колхоз «Путь Ленина» Богословского сельсовета, которым тогда руководил Михаил Фёдорович Соловьёв, был награждён Грамотой Министерства сельского хозяйства РСФСР и ВЦСПС. В 1980-е годы Богословская школа становится полной средней школой.
С принятием закона от 6 июля 1991 года «О местном самоуправлении в РСФСР» была образована Администрация Богословского сельсовета (Богословская сельская администрация), затем Указом Президента РФ № 1617 от 9 октября 1993 года «О реформе представительных органов власти и органов местного самоуправления в Российской Федерации» деятельность Богословского сельского Совета была досрочно прекращена, а его полномочия переданы Администрации Богословского сельсовета. По результатам муниципальной реформы, с 2005 года деревня административный центр муниципального образования — Богословское сельское поселение Пестовского муниципального района (местное самоуправление), по административно-территориальному устройству центр Богословского сельского поселения Пестовского района. Богословское сельское поселение было создано путём объединения территории трёх сельских администраций: Богословской, Абросовской, Брякуновской. В 2012 году Новгородская областная дума (постановлением № 50-5 ОД от 25.01.2012) постановила уведомить Правительство Российской Федерации об упразднении в числе прочих Богословского сельсовета Пестовского района.
В 2006 году школе в деревне Богослово, решением Думы Пестовского муниципального района, было присвоено имя Героя Советского Союза — Дмитрия Фёдоровича Некрасова, выпускника школы 1937 года, уроженца деревни Осипово.
В 2019 году с помощью программы поддержки местных инициатив был отреставрирован Дом культуры.
Так же была отремонтирована деревенская дорога и сделано новое освещение улиц.

## Экономика и социально-значимые объекты
В деревне есть два муниципальных образовательных учреждения: «Основная общеобразовательная школа имени Д. Ф. Некрасова» и детский сад. Действовал сельскохозяйственный производственный кооператив «Колхоз „Путь Ленина“». Есть почтовое отделение ФГУП «Почта России», почтовый индекс — 174541; имеется культурно-досуговый центр, библиотека и магазин, а также фельдшерско-акушерский пункт. Была в деревне и своя пожарная машина, принадлежащая колхозу. Несмотря на солидный возраст (не один десяток лет) она не единожды спасала поселение от огня.

### Школа

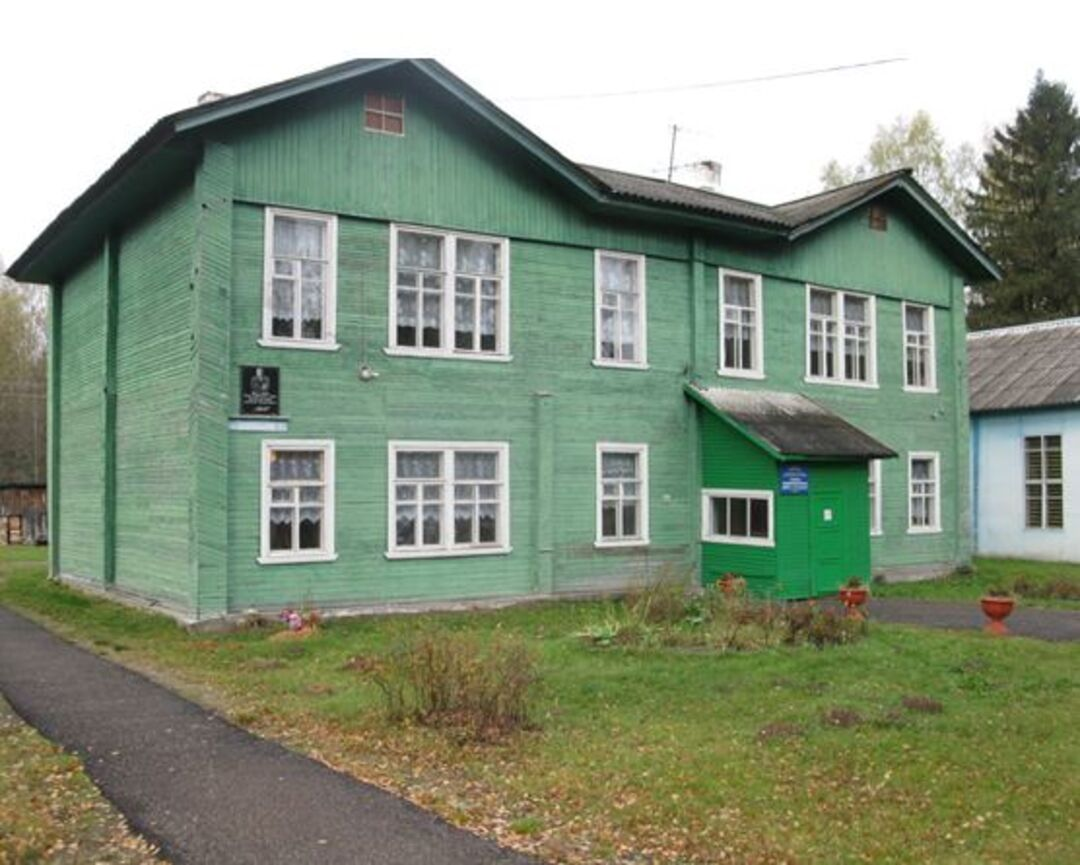
Школа д. Богослово

Славная история Богословской школы началась в 1885 году, когда из усадьбы Знаменка в деревню Богослово на средства земства было перевезено одноэтажное здание, в котором открылась трёхклассная земская школа, обслуживающая детей из деревень, располагающихся в радиусе 12 вёрст (Медведево, Пирогово, Драчёво, Враги, Горка, Токарёво, Плющово, Высоково, Климовщина, Подлипье, Еськино, Заколоденье и других). В 1911 году заведующая Екатерина Смирнова подняла вопрос о необходимости постройки нового здания. Земство утвердило смету, и в 1912 году в километре от деревни Богослово, в живописном месте, началось строительство новой двухэтажной школы, закончившееся в 1914 году.

С тех пор Богословская школа — культурно-образовательный центр сельского поселения — славится не только успехами учащихся и педагогов, но и добрыми традициями. Одна из них заключается в преемственности поколений: в образовательном учреждении работают его бывшие ученики, вернувшиеся в родные стены педагогами (5 учителей из 7).

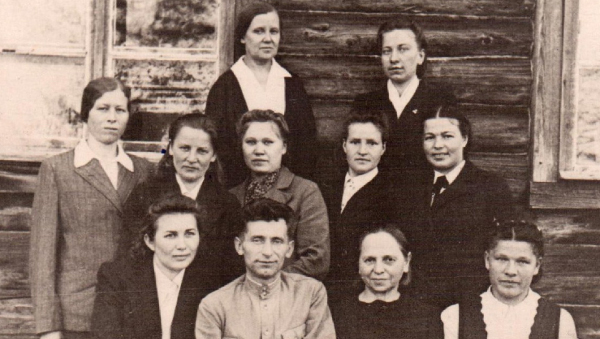
Фото из архива школы

До 1930 года школа была начальной, затем её реорганизовали в школу крестьянской молодежи, в 1933-м школа становится неполной средней, а в 60-е — средней школой. В 1936 году школе нарезают в вечное пользование земельный участок в 27 гектаров. Она приобретает коров, лошадей и развивает пришкольное хозяйство, организуются бесплатные завтраки для нуждающихся учащихся. В 1937 году школа приобретает пианино, патефон и устанавливает радио. В этом же году устраивают первую ёлку. Летом 1942 года здание школы занимает воинская часть, обслуживающая Богословский аэродром, самолёты с которого летают на Берлин, но к 1 сентября здание освобождают, чтобы школьники могли продолжить учёбу. Уходят на фронт и погибают в боях за Родину директор школы и её выпускники. В школе работают кружки, участники драмкружка 17 июня 1948 года на смотре художественной самодеятельности в Пестове получают премию — бюст Сталина. С 1946 года по 1968 год на пришкольной территории посажено 75 яблонь, 100 кустов чёрной смородины, 15 кустов сирени и акации, 3 грядки клубники. В 1987 году школьной учебно-производственной бригаде отправляют поздравительную телеграмму летчики-космонавты.
В 2000-х в школе появляется система водоснабжения и канализации, учебному заведению присвоено имя Героя Советского Союза Дмитрия Федоровича Некрасова, выпускника школы 1937 года, в 2008 году к ней присоединяют начальную школу-детский сад деревни Абросово и детский сад деревни Богослово, в 2014 году сюда же добавляется Брякуновский детский сад. Но несмотря на все эти прибавления свой столетний юбилей школа встречает с тридцатью учениками, а 105-й день рождения — уже с семнадцатью. Учеников привозят в школу из пяти близлежащих деревень. Отопление в учебных помещениях до сих пор печное, отапливается 18 печами. Одних дров требуется 200—250 кубов на год.
Выдержка из газеты «Наша Жизнь» от 2 февраля 2019 года:
«Богословским мальчишкам и девчонкам повезло — их учат и воспитывают преданные своему делу учителя, ветераны труда — „Отличник народного просвещения“ Любовь Позднякова (педагогический стаж 38 лет), отмеченная Благодарственным письмом губернатора Новгородской области Наталья Молчанова (36 лет). Более 20 лет сеют разумное, доброе, вечное отмеченные грамотами и Благодарственными письмами районной администрации Наталья Смолина, Наталья Лебедева, Галина Смолина, Михаил Синилов и Наталья Соколова, отдавшая школе десять лет. ...
За 105 лет существования Богословская школа дала путёвку в жизнь не одной сотне юношей и девушек, многие окончили вузы, военные училища, техникумы, нашли себя в творчестве, управлении, медицине, культуре, педагогике, торговле, науке, охране общественного порядка. Некоторые выпускники избрали путь меценатов — Виктор Лебедев, Татьяна Бойцова, Сергей Завьялов, Сергей Закатов, Ирина Рогаткина, Александр Иванов, Гавриил Корсаков и Евгений Богданов выделяют средства на ремонт родной школы, приобретение учебников и необходимого оборудования, новогодних подарков для учащихся. Спонсорскую помощь не раз оказывали также пестовские предприниматели Юлия Рогаткина, Виктор Ньорба, Наталья и Юрий Киреевы.»

В 2019 году поздравить с Днем Знаний приезжал губернатор Новгородской области Никитин Андрей Сергеевич. На 2019 год в школе учатся 19 детей, в том числе 2 первоклассника. В дошкольных группах занимаются 24 ребенка. В 2020 году в школе планировалось за счет федеральных средств провести реконструкцию системы отопления.

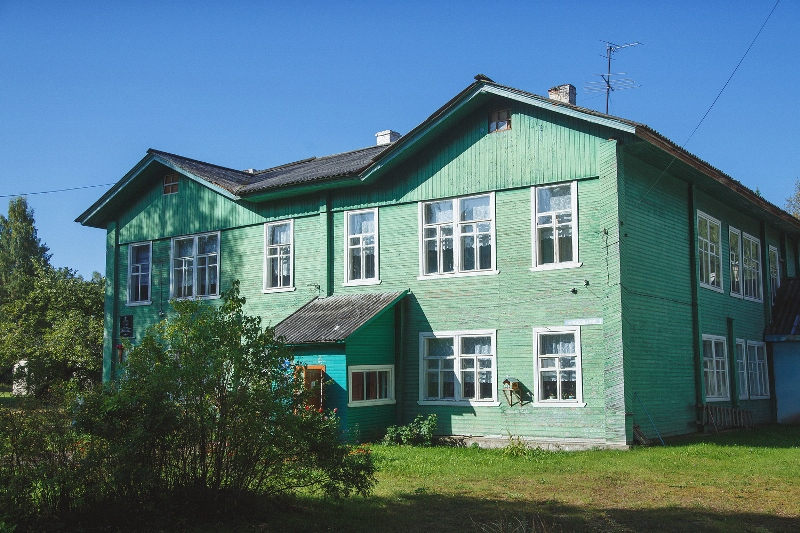
Богословская школа
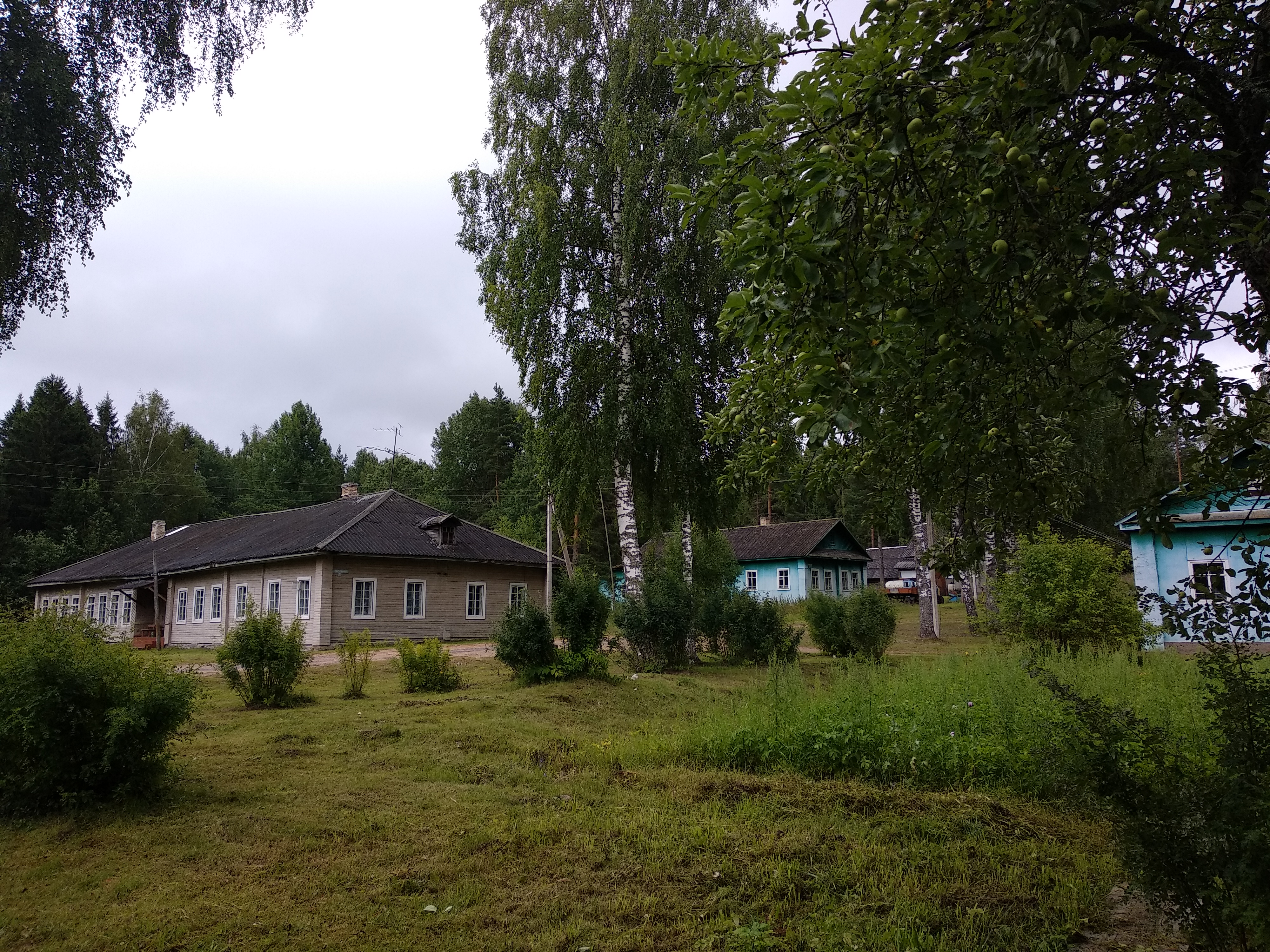
Территория Богословской школы
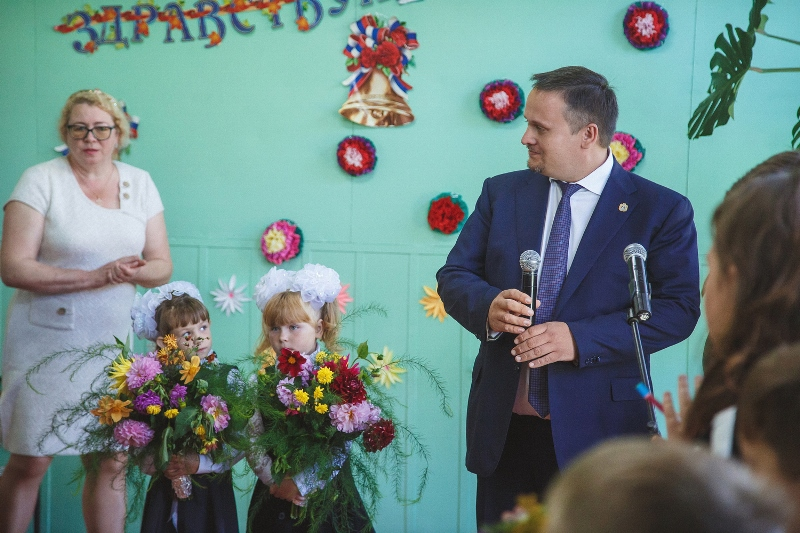
Губернатор в Богословской школе, сентябрь 2019 года
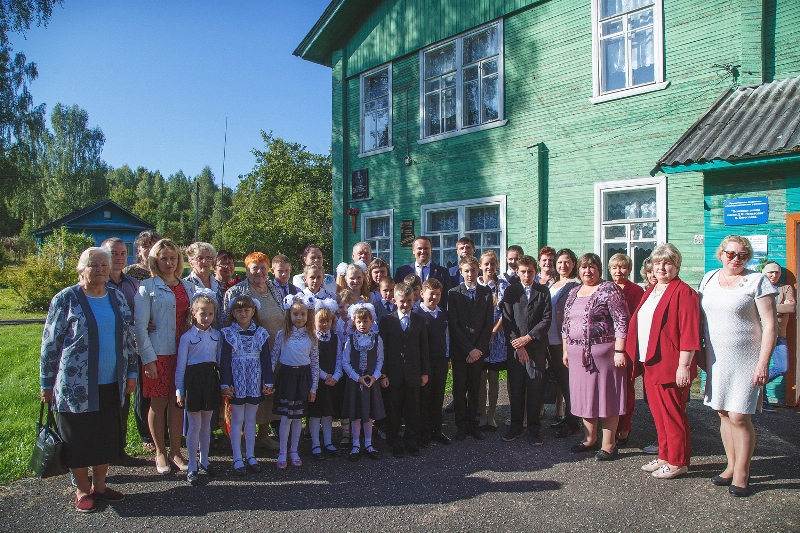
Общее фото
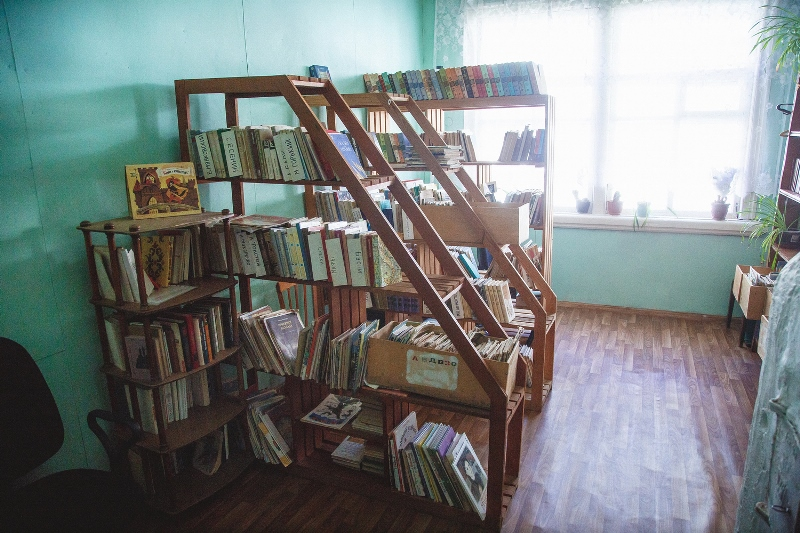
Библиотека Богословской школы
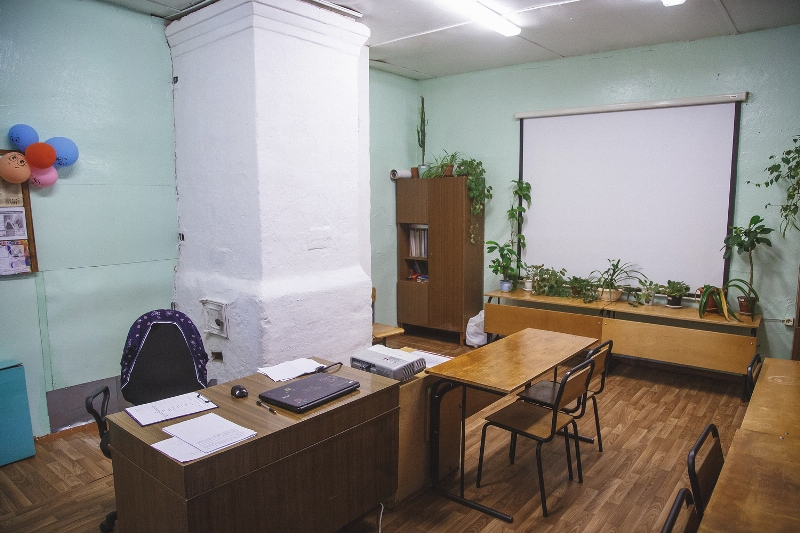
Класс Богословской школы
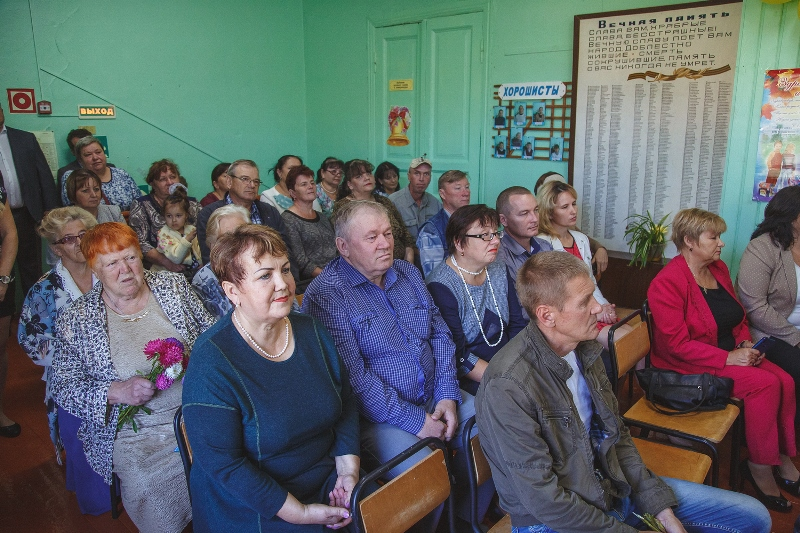
Жители деревни Богослово
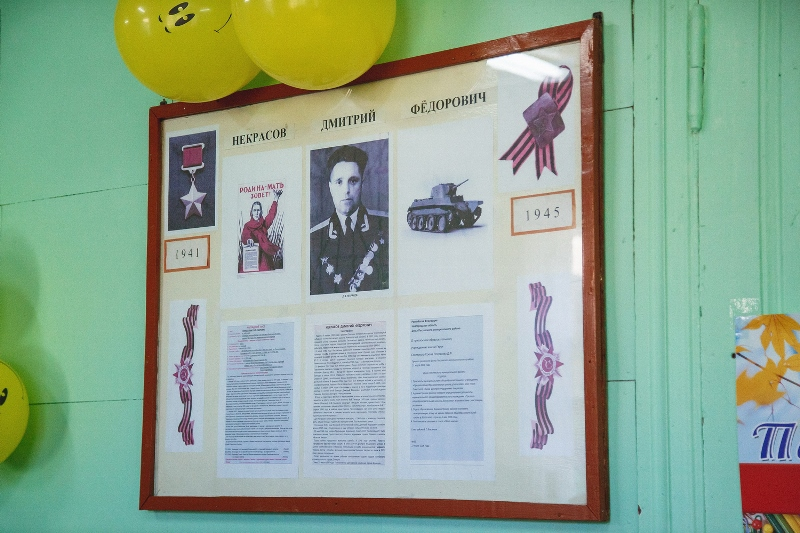
Памятная доска Д.Ф.Некрасову внутри школы
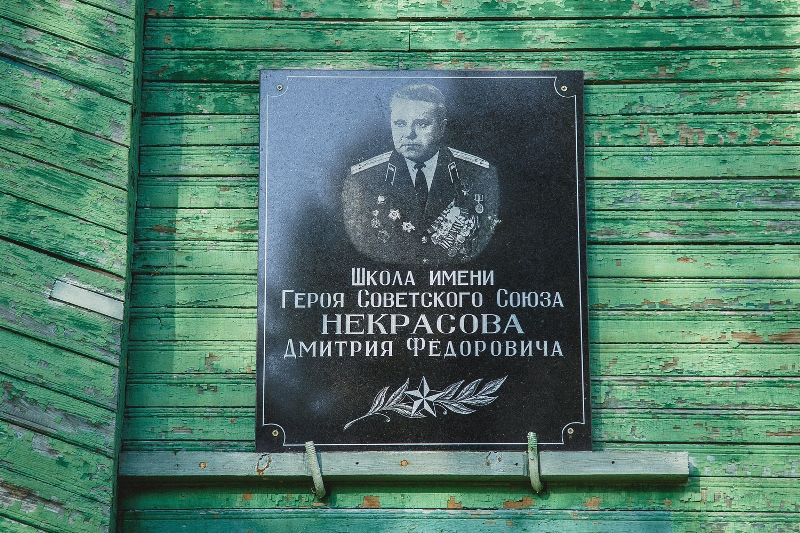
Памятная доска Д.Ф.Некрасову на здании школы
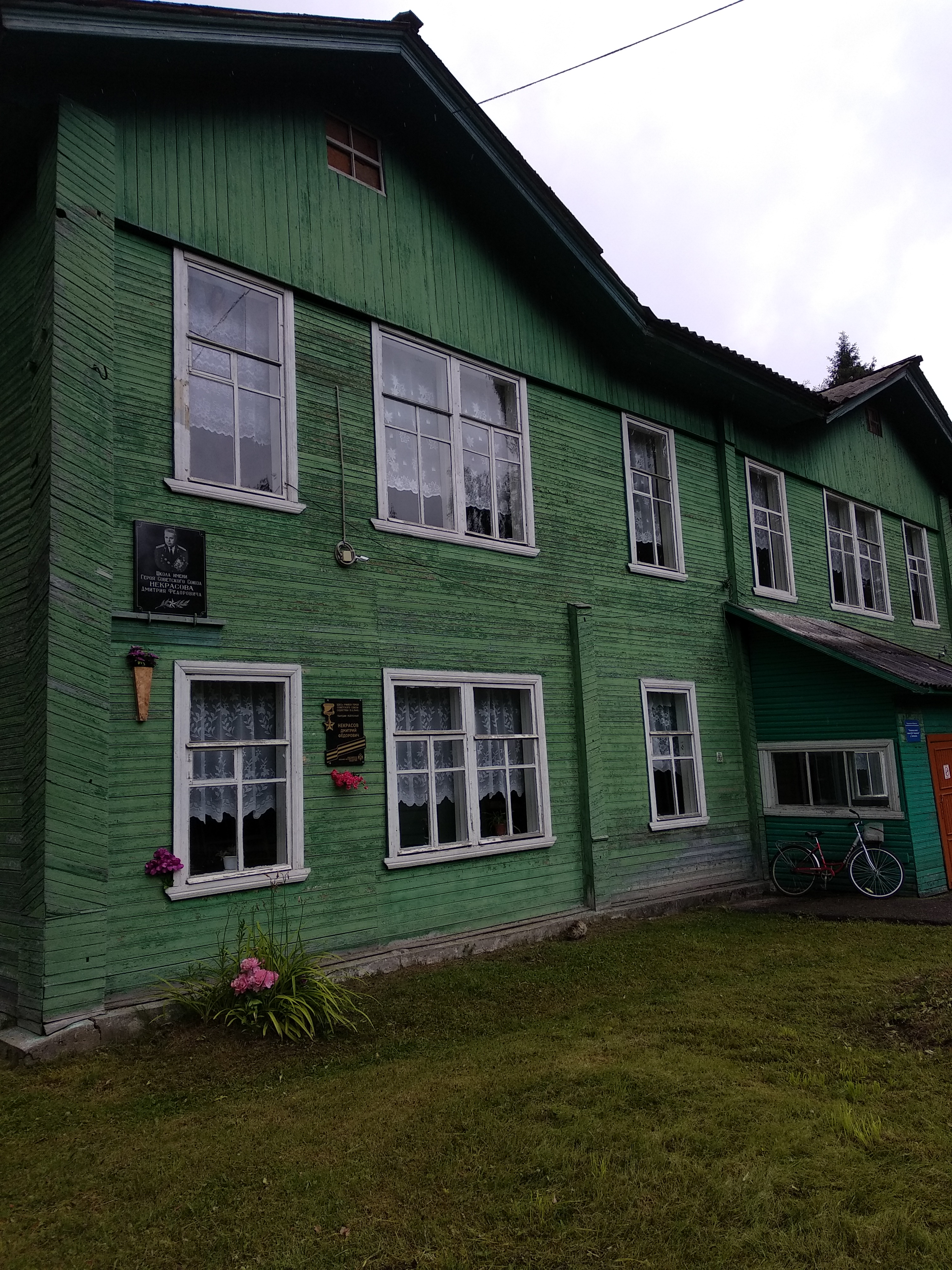
Памятная доска на Богословской школе

### Дом Культуры
Так же в деревне есть свой Дом культуры который в 2019 году был отреставрирован с помощью программы поддержки местных инициатив. Ремонт крыши и фасада, замена окон и дверей и благоустройство территории — стало возможным благодаря тесному сотрудничеству органов власти и инициативного населения. С завершением работ над проектом ППМИ жителей деревни Богослово поздравил заместитель председателя Правительства Новгородской области Юрий Иванович Бобрышев и вручил Благодарственные адреса Губернатора Новгородской области членам инициативной группы. В отремонтированных помещениях уже разместилась экспозиция местного краеведческого музея и место для проведения репетиций самодеятельного ансамбля.

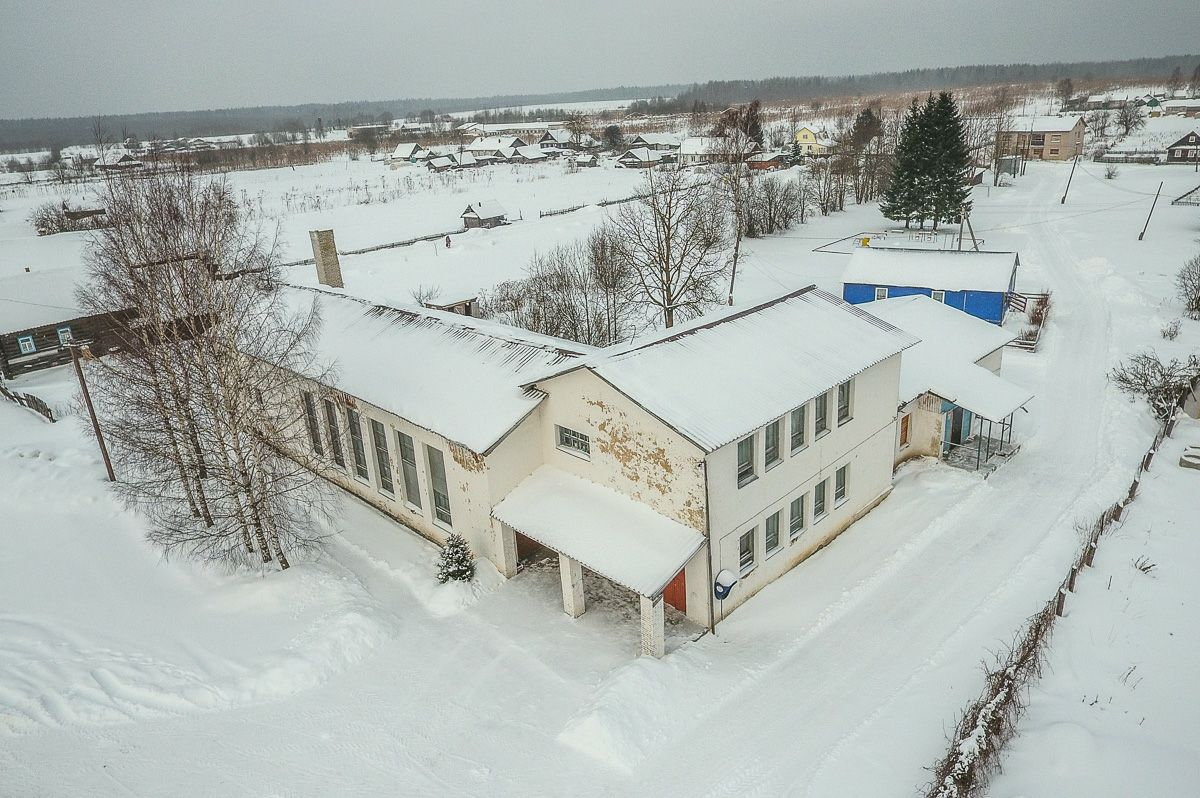
Вид на сельский клуб до ремонта
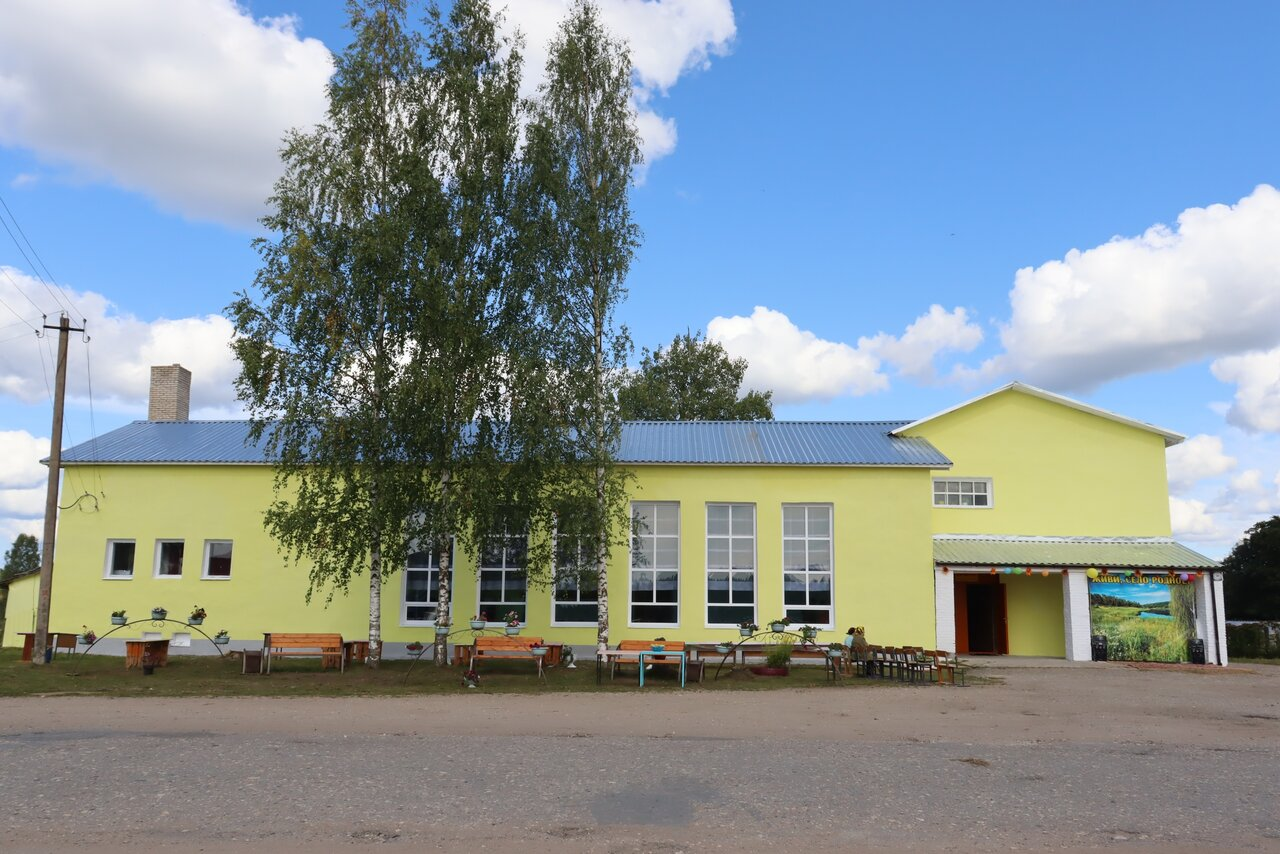
Дом культуры после ремонта
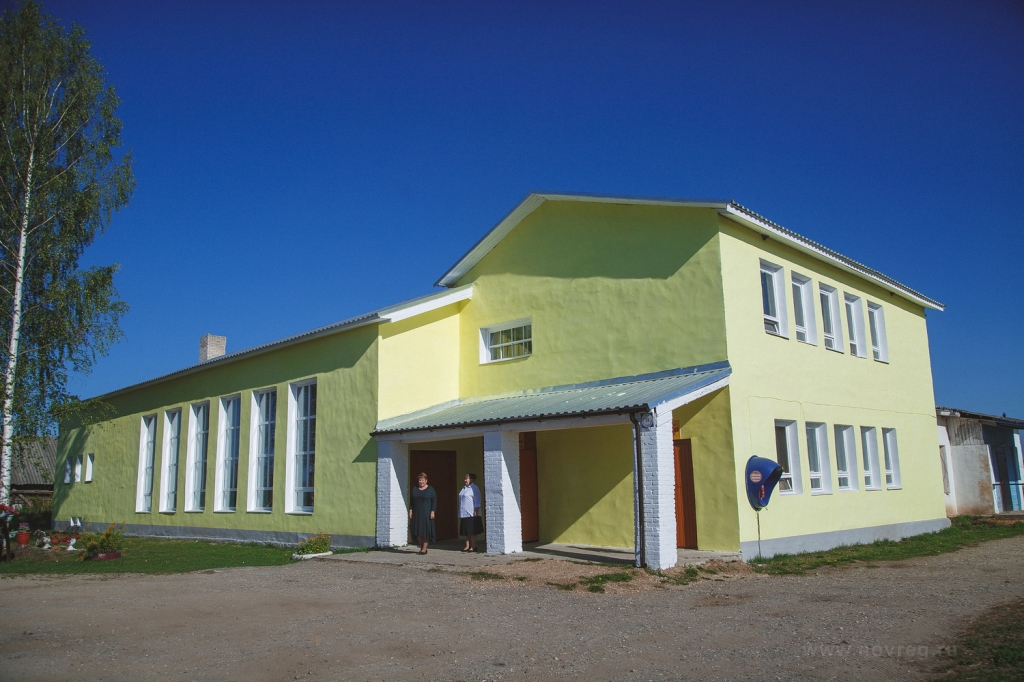
Отреставрированный ДК
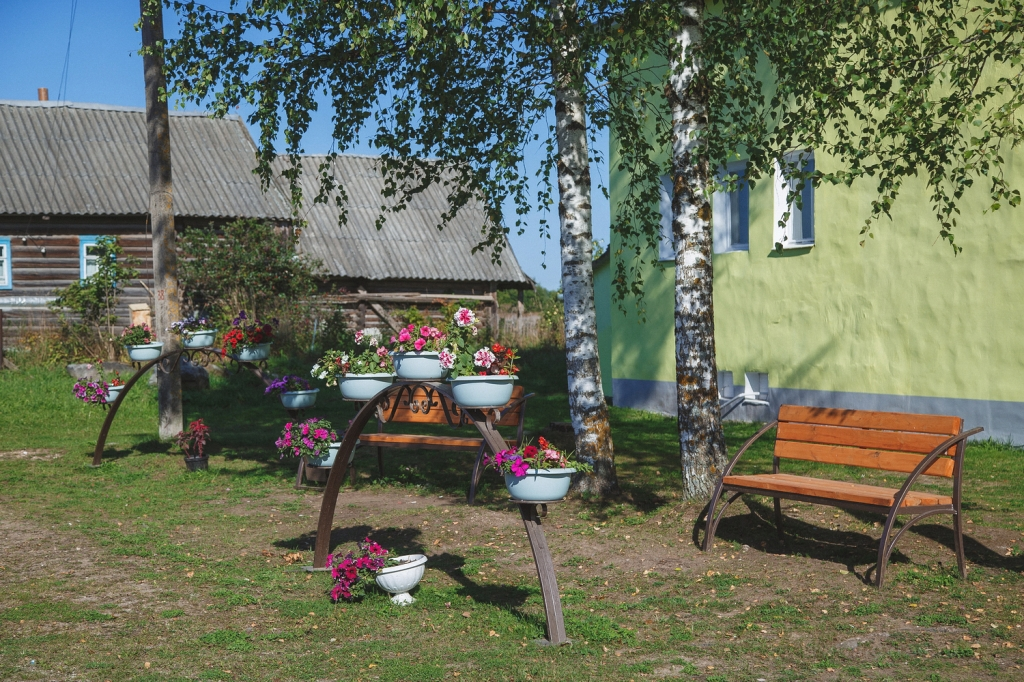
Территория отреставрированного ДК
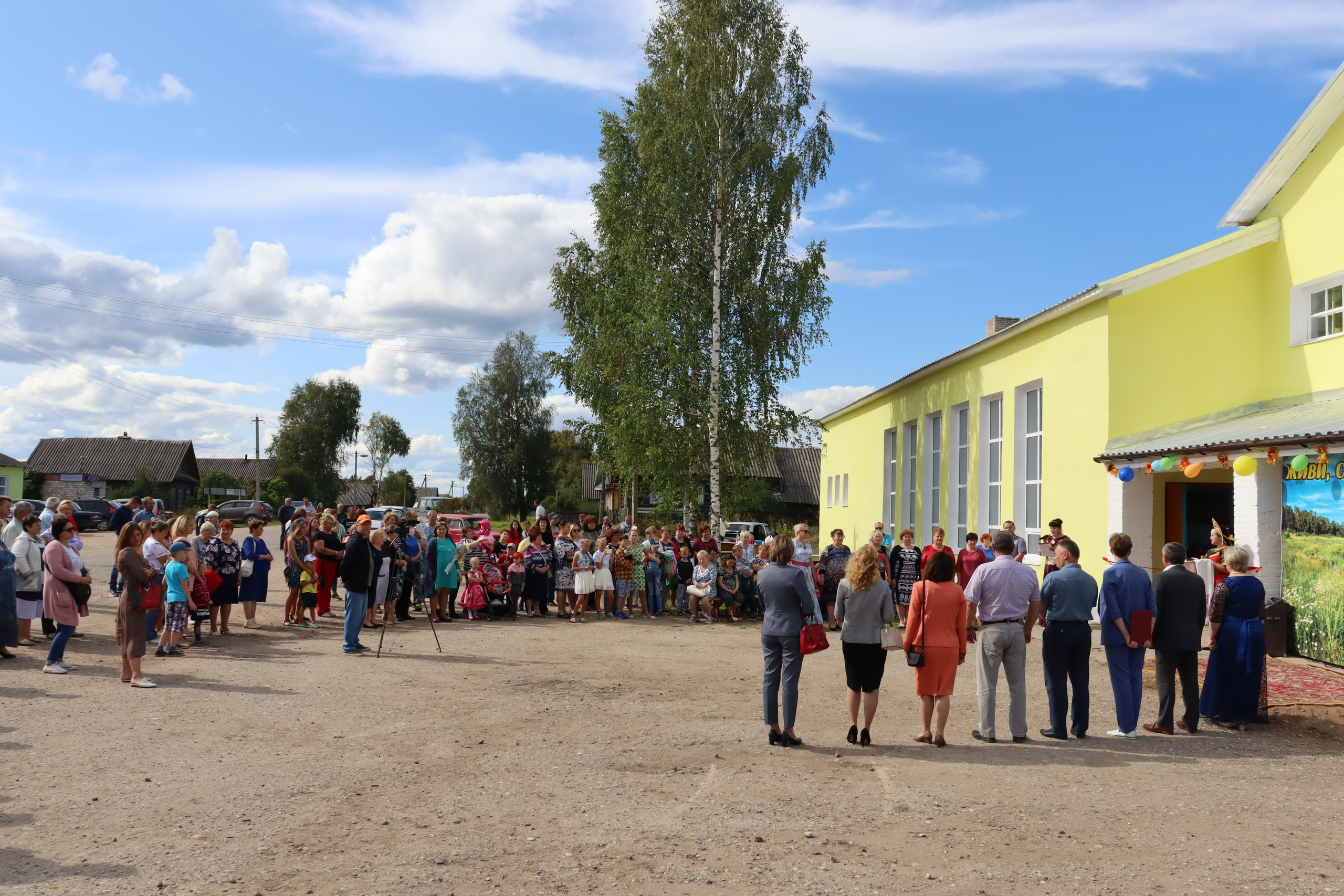
Официальное открытие обновлённого ДК
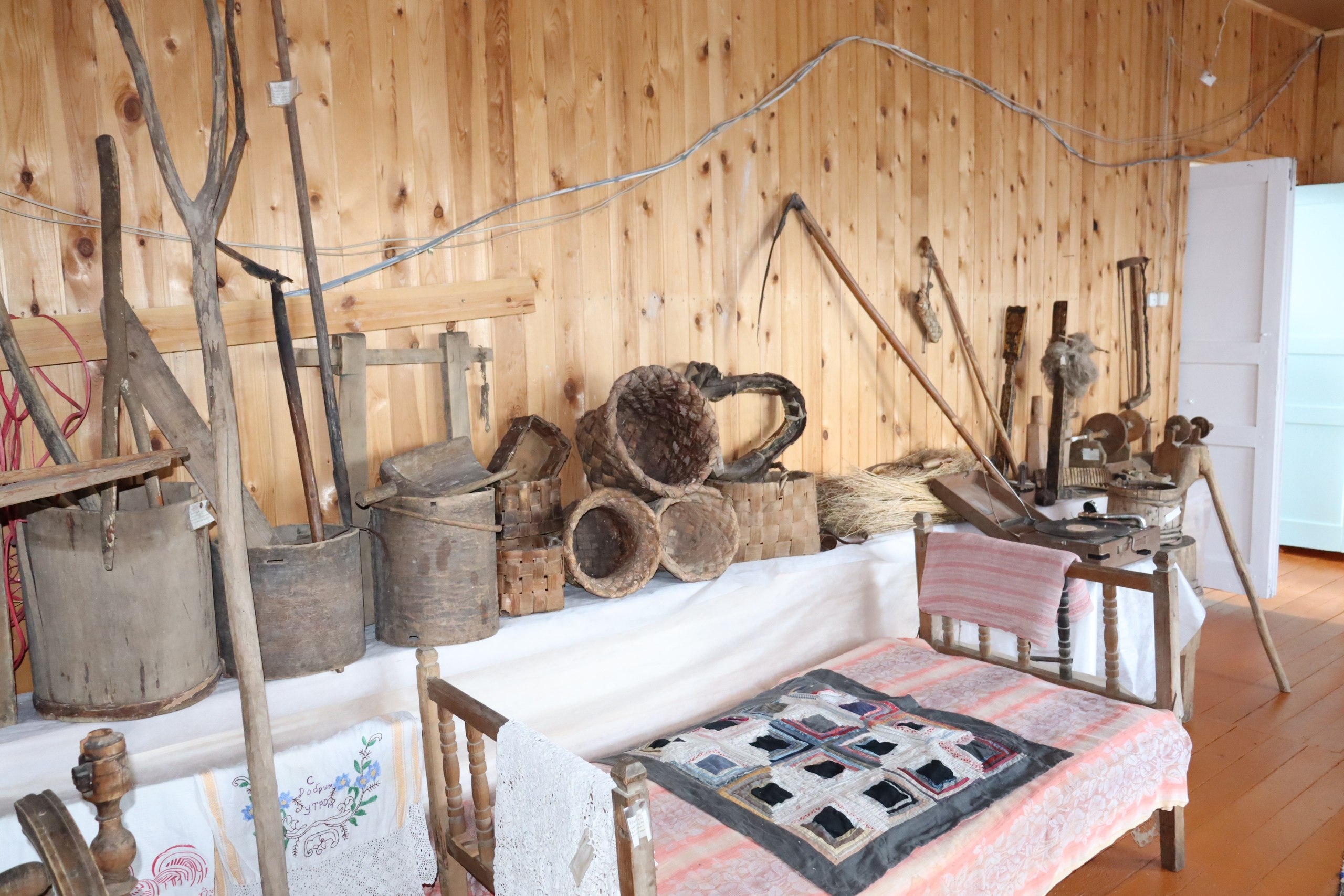
Экспозиция музея
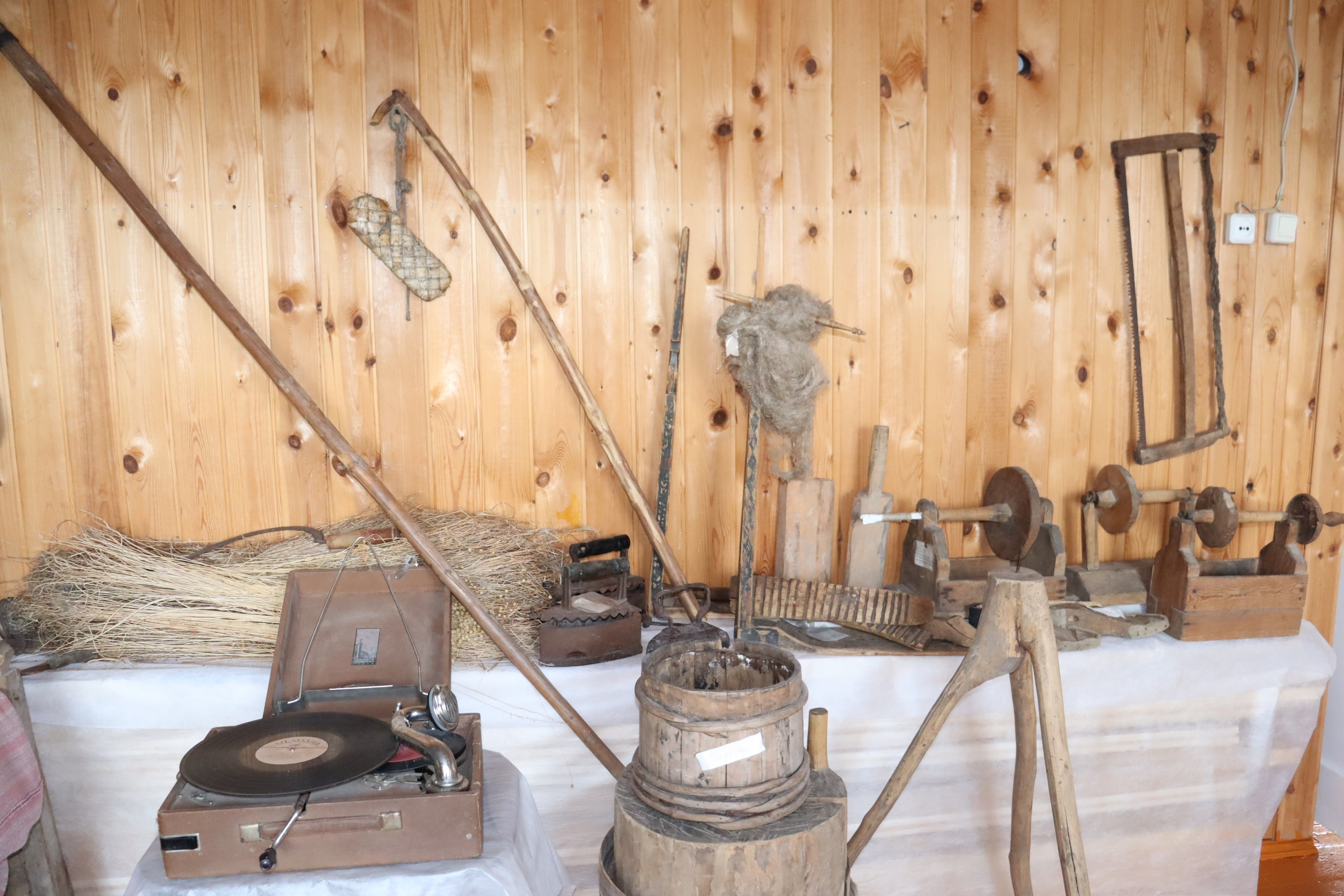
Экспозиция музея
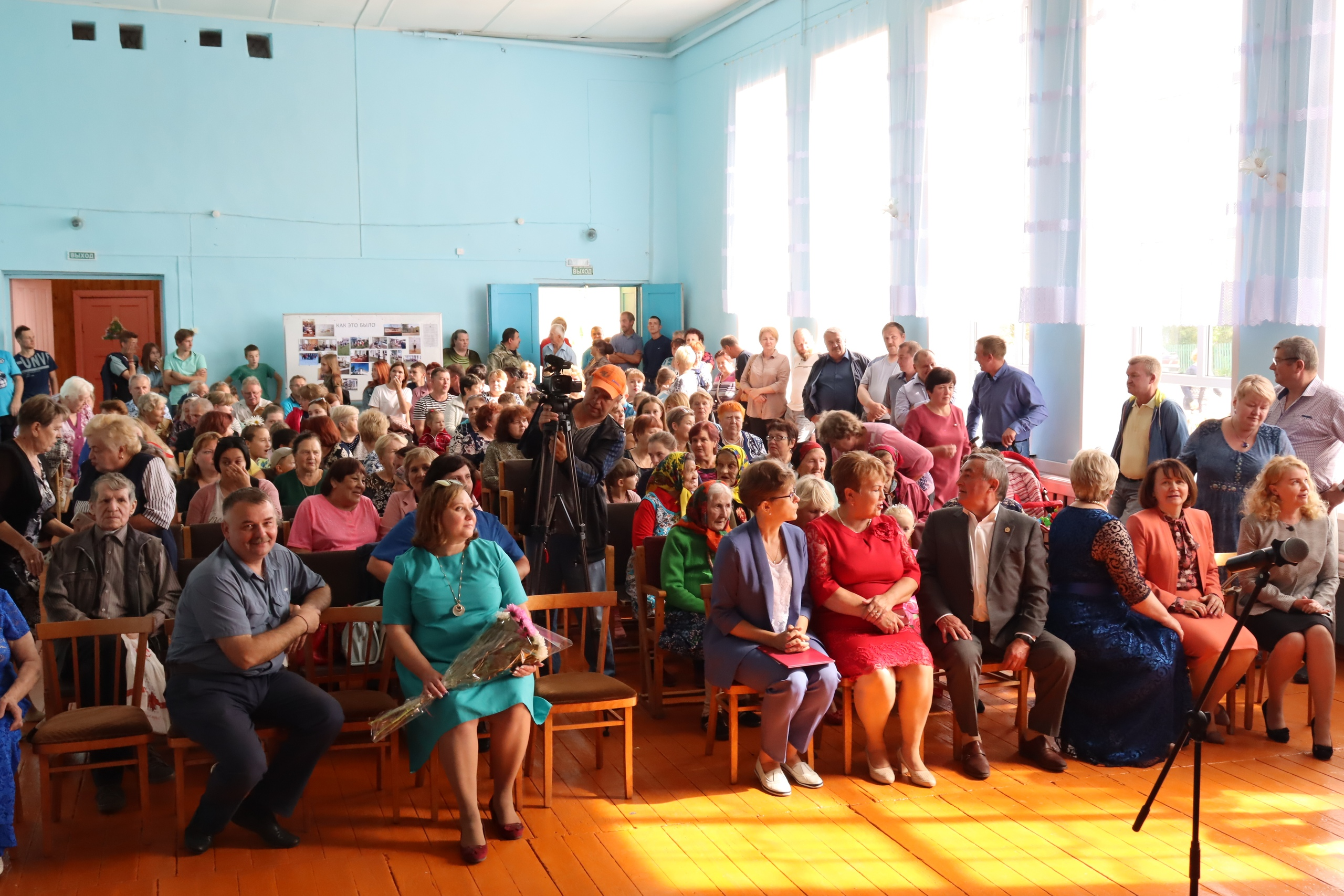
Жители деревни
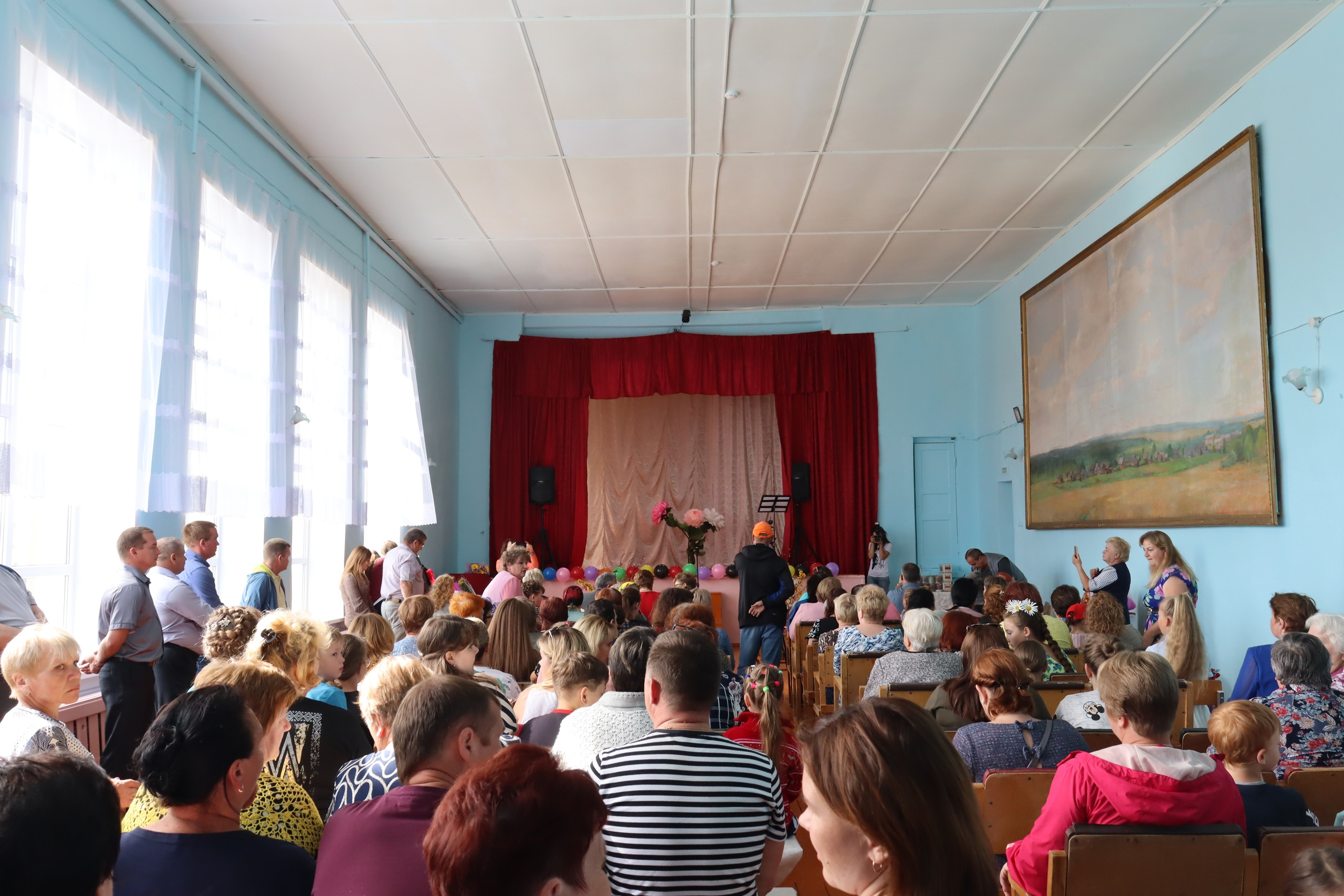
Внутри дома культуры
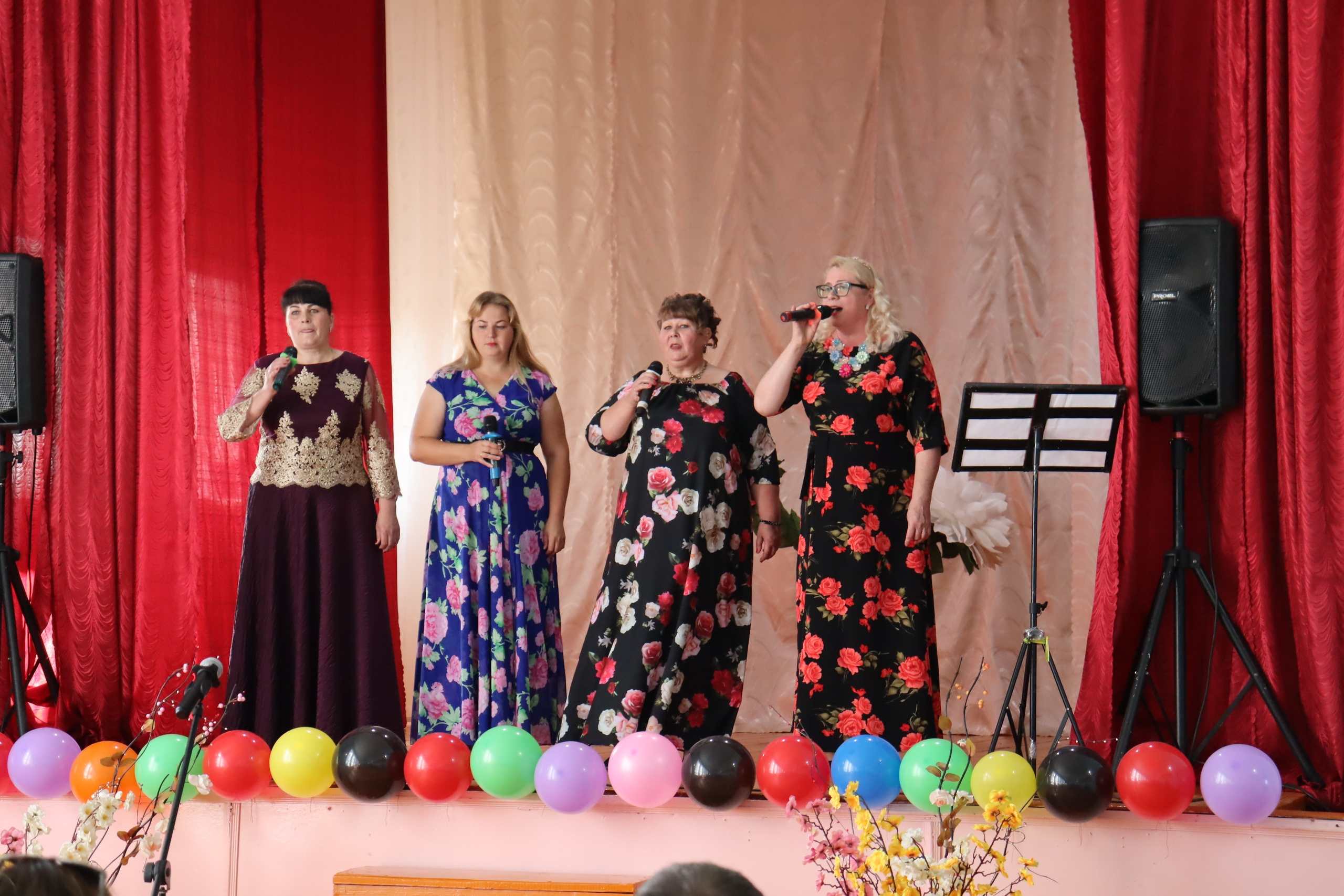
Местный ансамбль
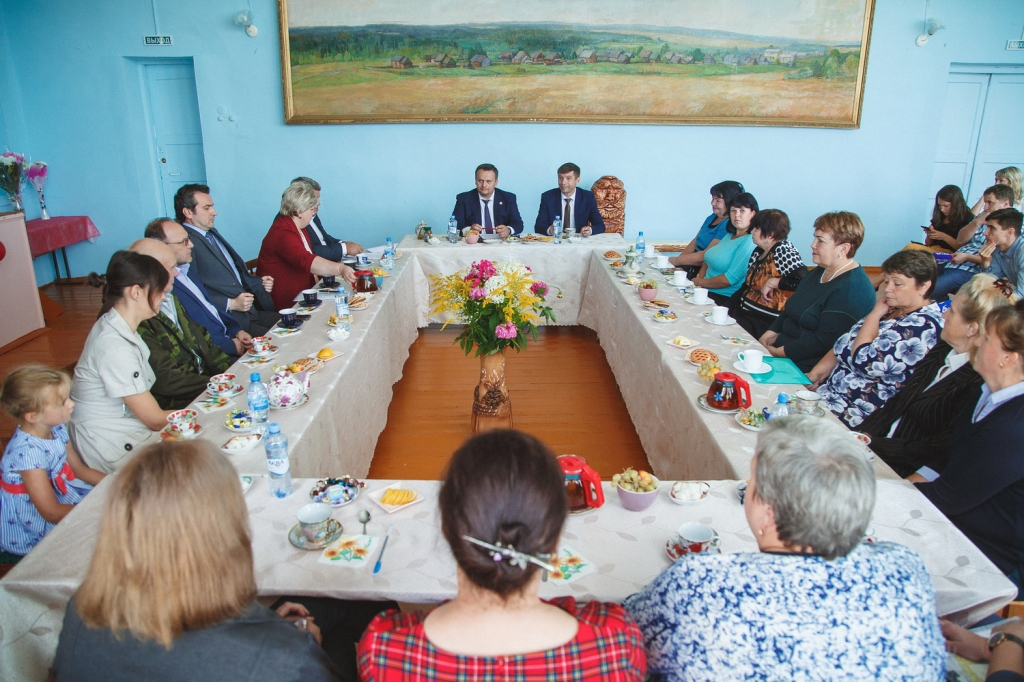
Губернатор и глава Пестовского района в Богословском ДК

### Храм
Действует православный храм во имя святого апостола и евангелиста Иоанна Богослова Пестовского благочиния Боровичской епархии Новгородской митрополии РПЦ.

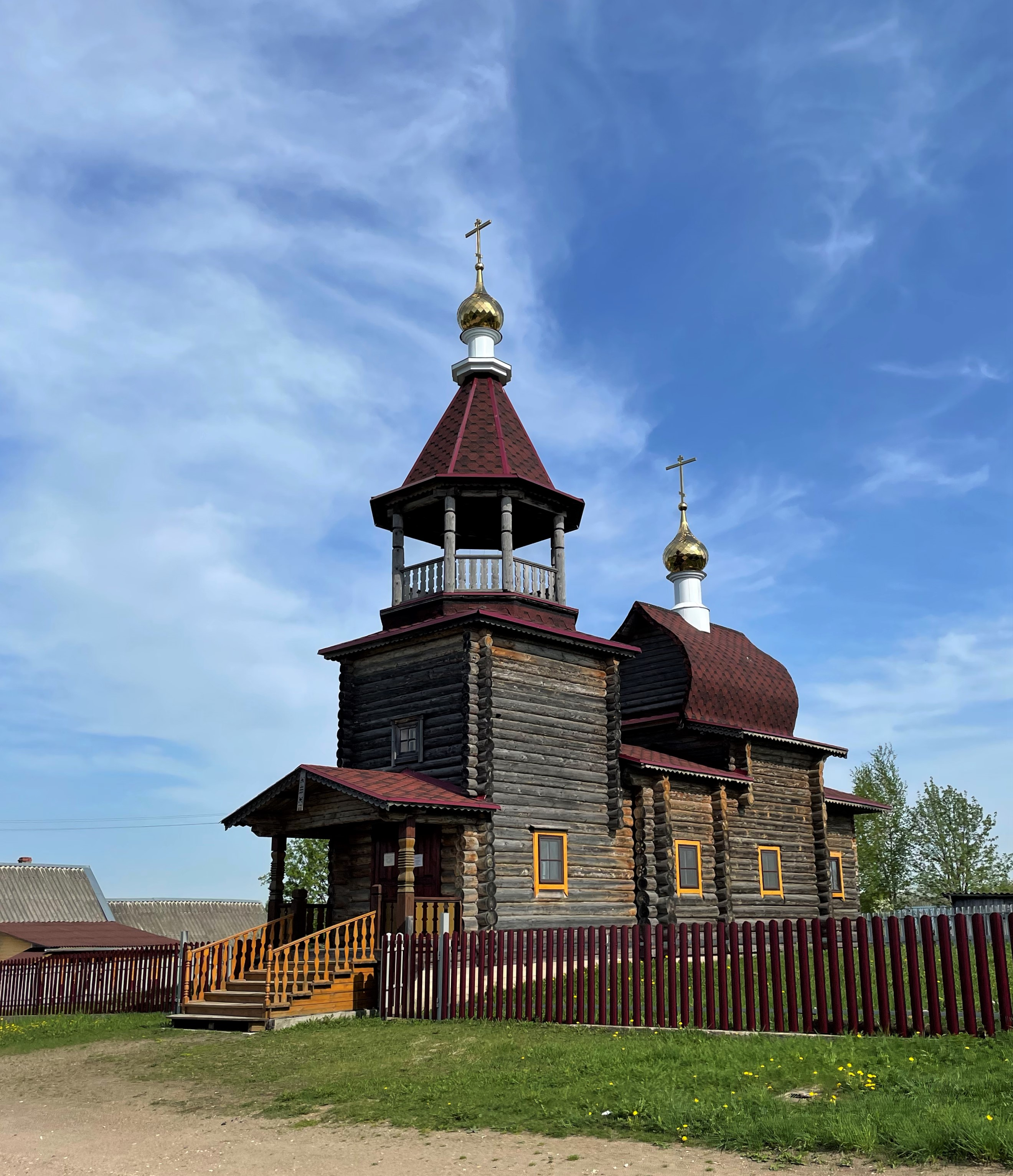
Богословская церковь в настоящее время

На месте сегодняшней церкви в деревне Богослово раньше стояла часовня, приписанная к храму Николая Чудотворца села Климовщина. Её наличие впервые упоминается в церковных ведомостях 1842 года. По данным 1910 года, часовня была утрачена по неизвестным причинам. Однако, к 1916 году её отстроили вновь. В начале 1930-х годов часовня была разобрана, и на её месте выстроено здание правления колхоза «Комсомольская правда», которое, в свою очередь, в начале 1970-х годов разобрали из-за ветхости.
22 ноября 2007 года в деревне Богослово Пестовского района по благословению архиепископа Новгородского и Старорусского Льва была совершена закладка деревянного храма в честь святого апостола и евангелиста Иоанна Богослова. Чин закладки совершил благочинный Хвойнинского округа протоиерей Михаил Ложков. Строительство церкви было завершено весной 2008 года. Все работы, связанные со строительством, благоукрашением, приобретением необходимой церковной утвари были произведены на средства генерального директора национальной инновационной компании «Новые энергетические проекты» Кузыка Бориса Николаевича. 20 сентября 2008 года состоялось освящение церкви. Чин освящения совершил благочинный Хвойнинского округа протоиерей Михаил Ложков в сослужении настоятеля Покровского храма (г. Пестово) иерея Михаила Соколова, настоятеля храма Святой Троицы (с. Охона) иерея Александра Ефимова и настоятеля освящаемого храма иерея Алексия Соколова. В 2010 году к церкви пристроена колокольня. В 2020 году был установлен золотой купол.

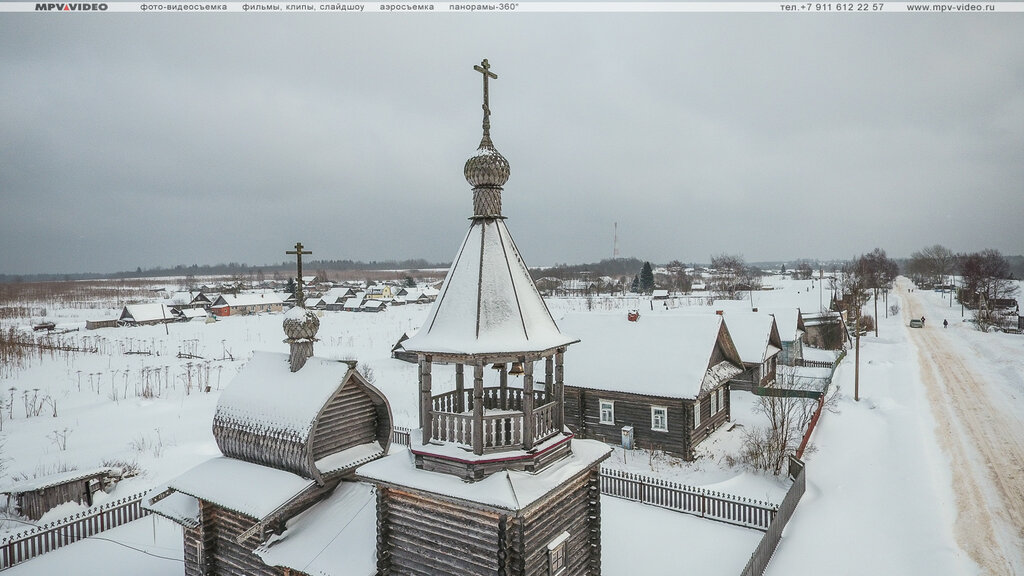
Вид с квадрокоптера на церковь
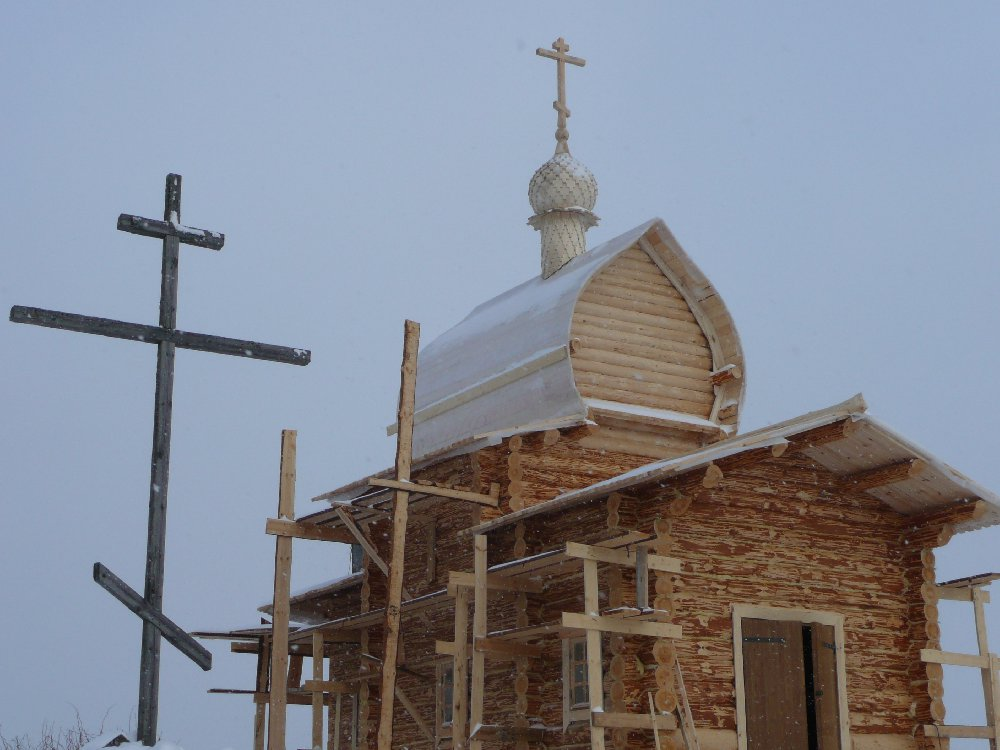
Строительство церкви
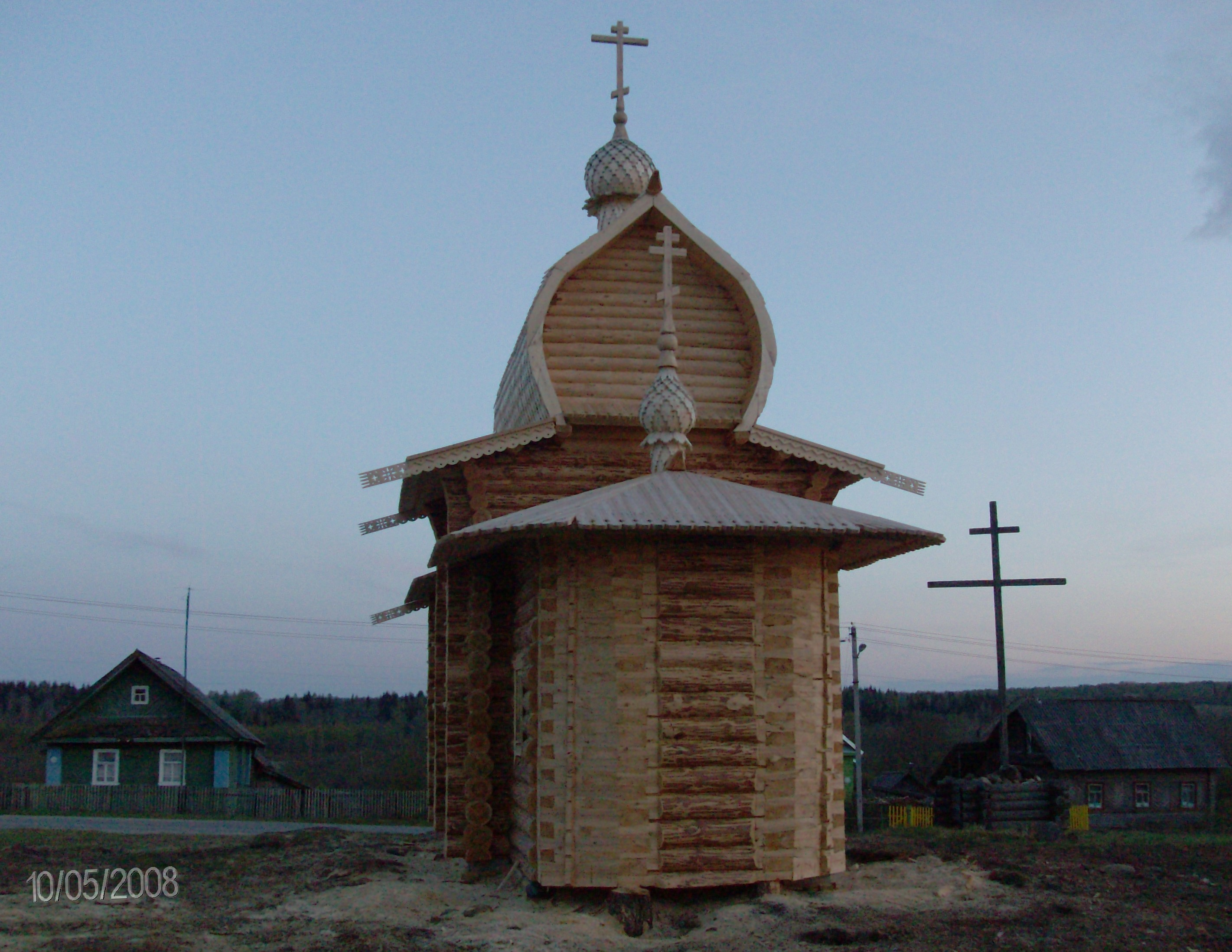
Церковь вид сзади
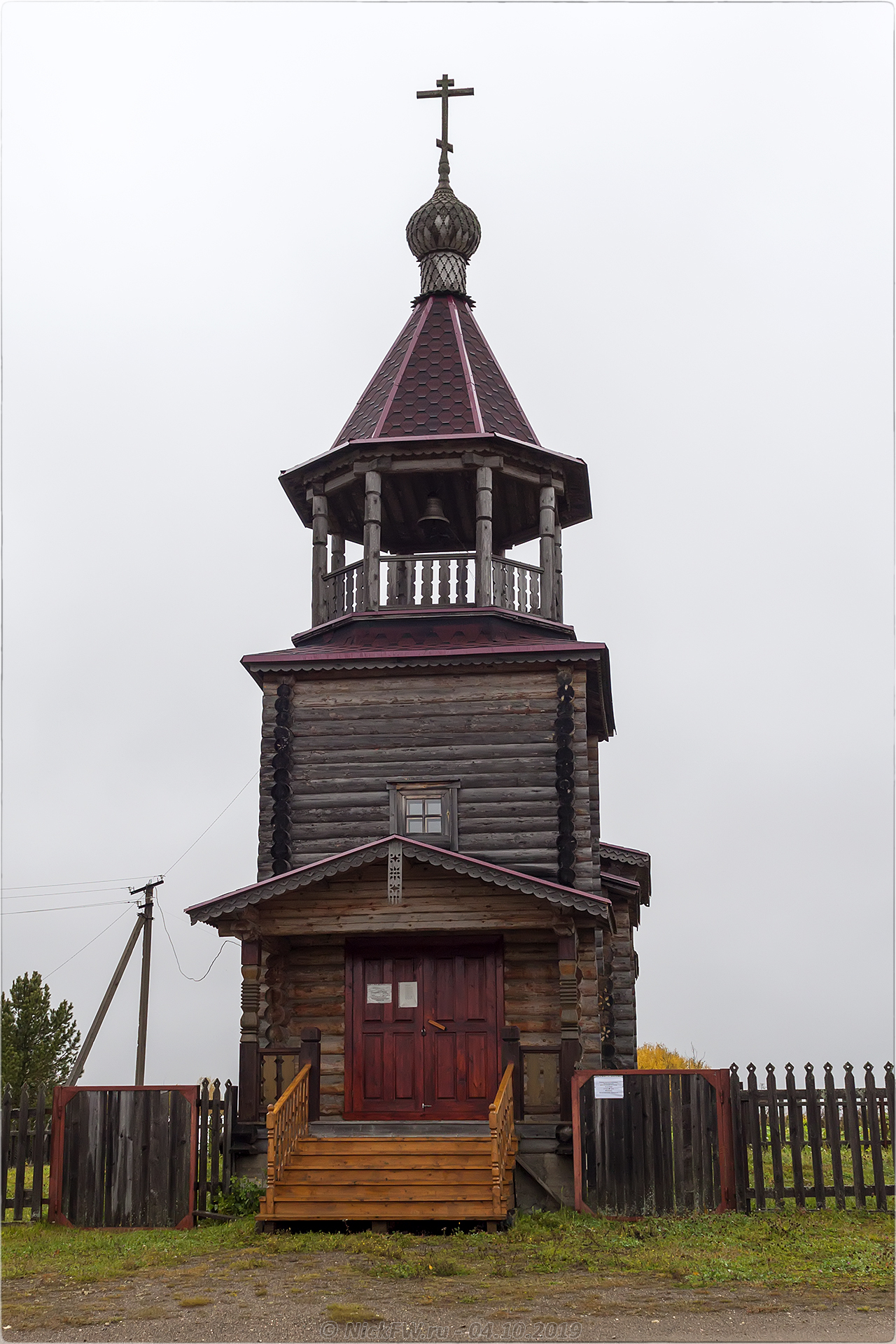
Богословская церковь
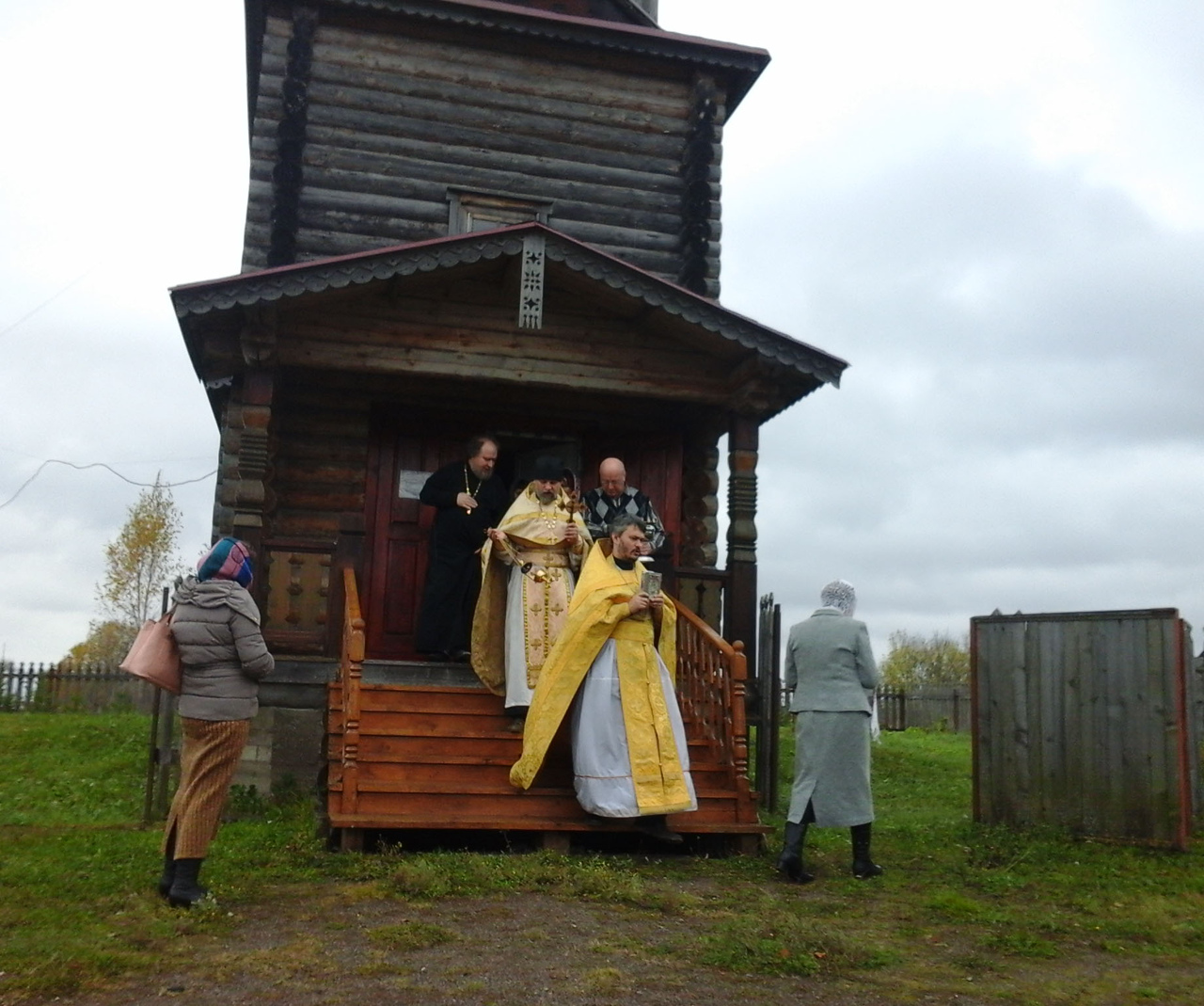
Престольный праздник храма в честь апостола и евангелиста Иоанна Богослова в 2019 году
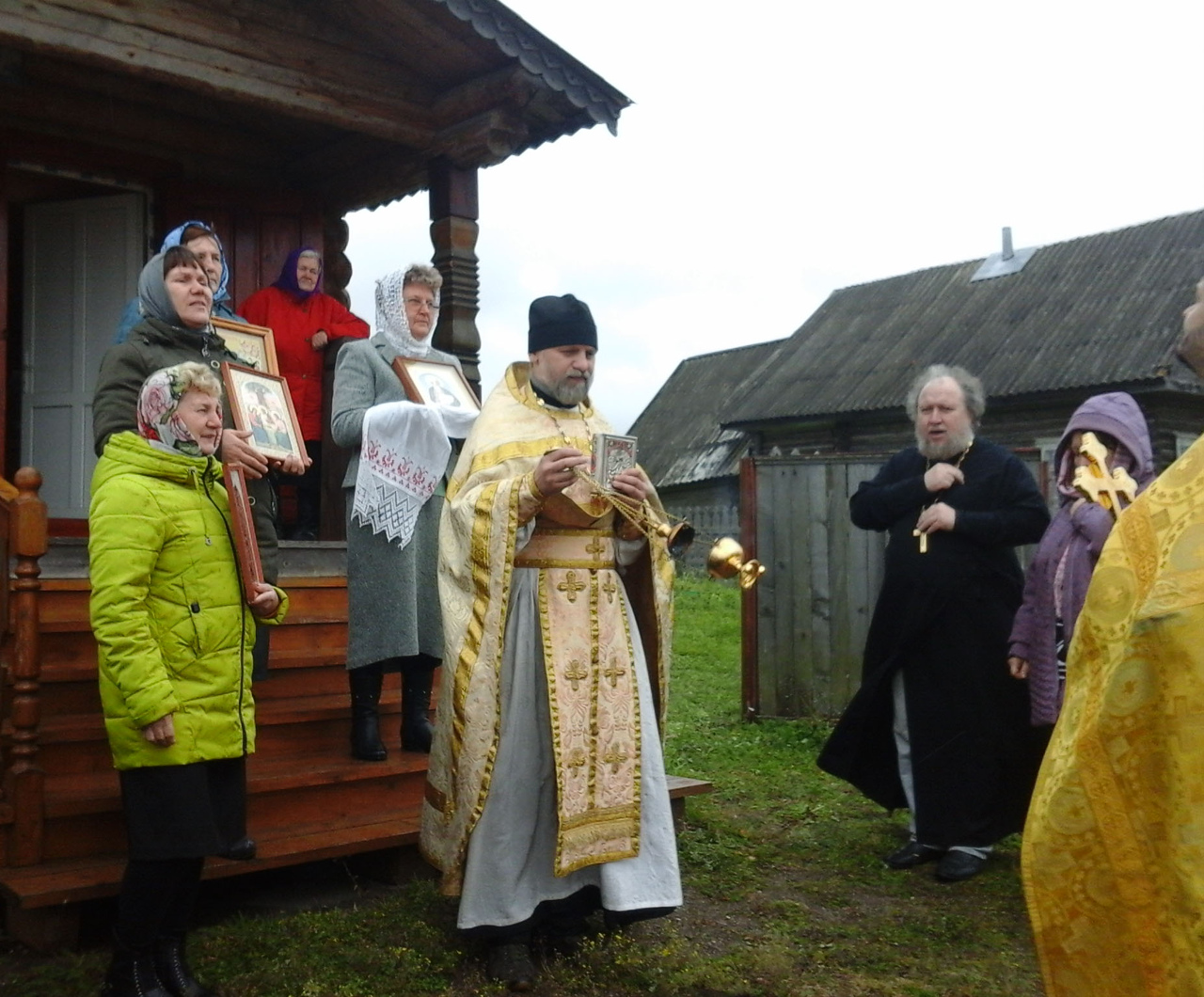
Престольный праздник храма в честь апостола и евангелиста Иоанна Богослова в 2019 году
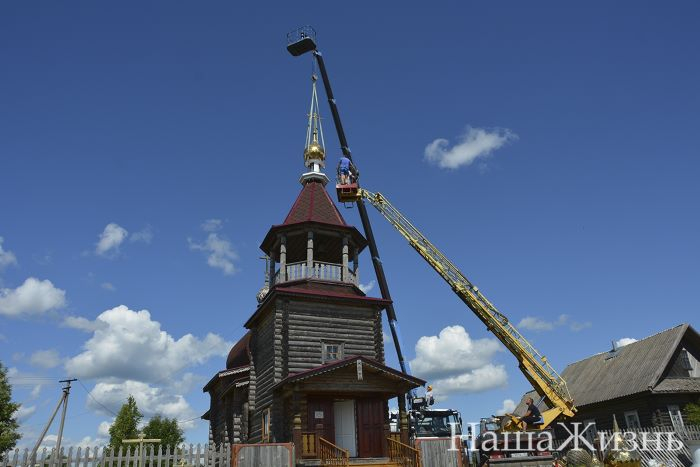
Установка золотого купола лето 2020 года

Храм открыт для посещения ежедневно с 11.00 до 12.30. Расписание богослужений на текущий месяц можно узнать на свечном ящике, в газете «Пестовский благовест» или в группе вк. Настоятель храма — священник Глеб Пшанский.

## Фотографии

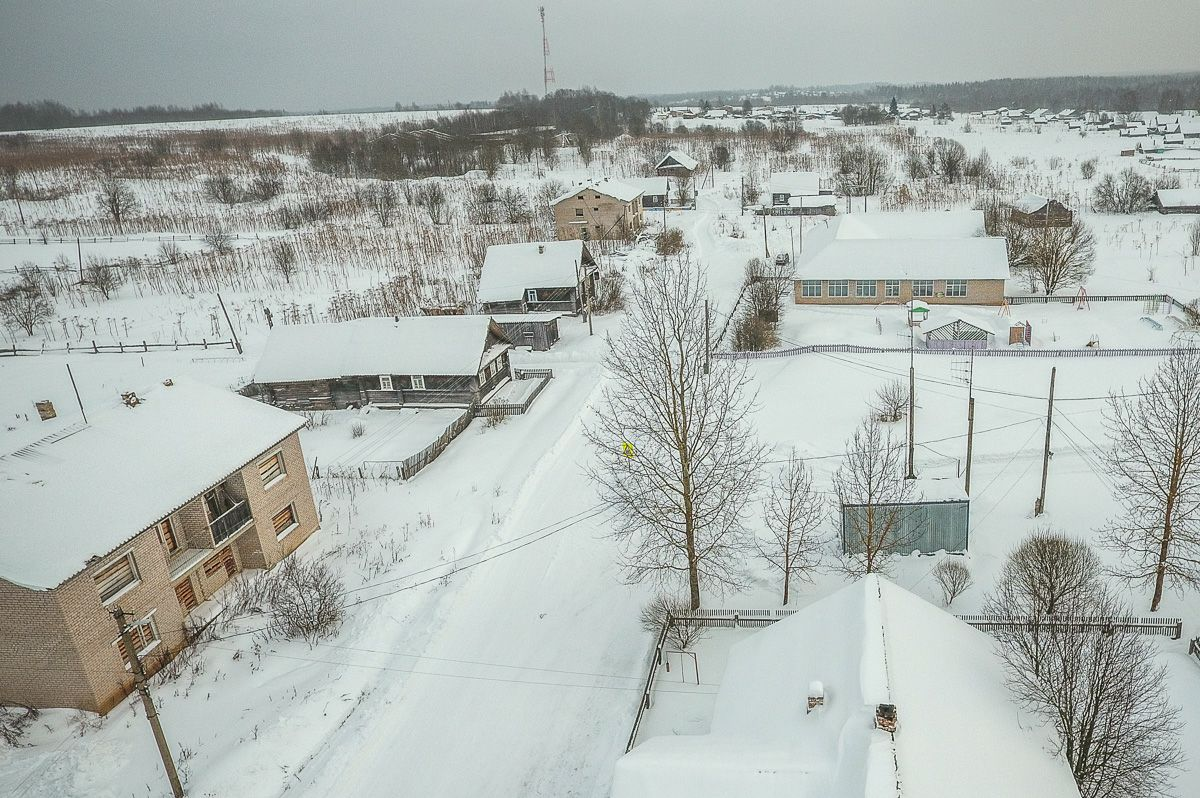
Вид на деревню с квадрокоптера 29.01.2018 г.
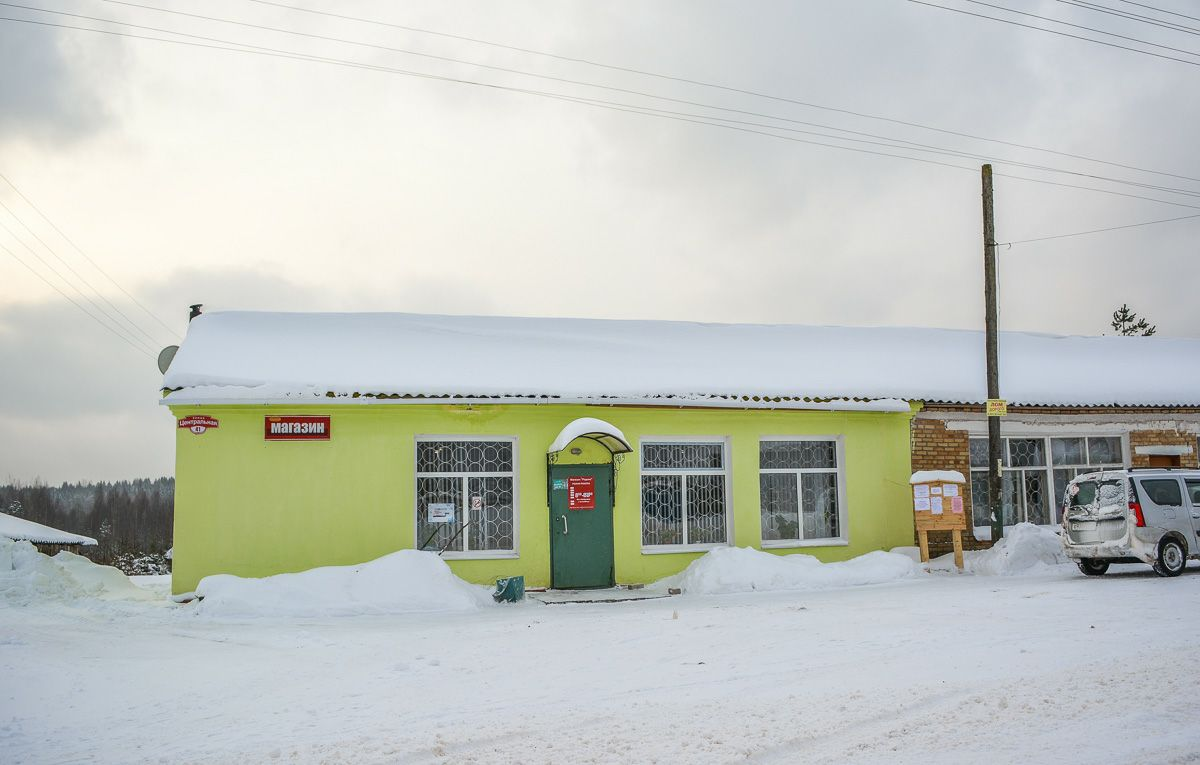
Сельский магазин в Богослово
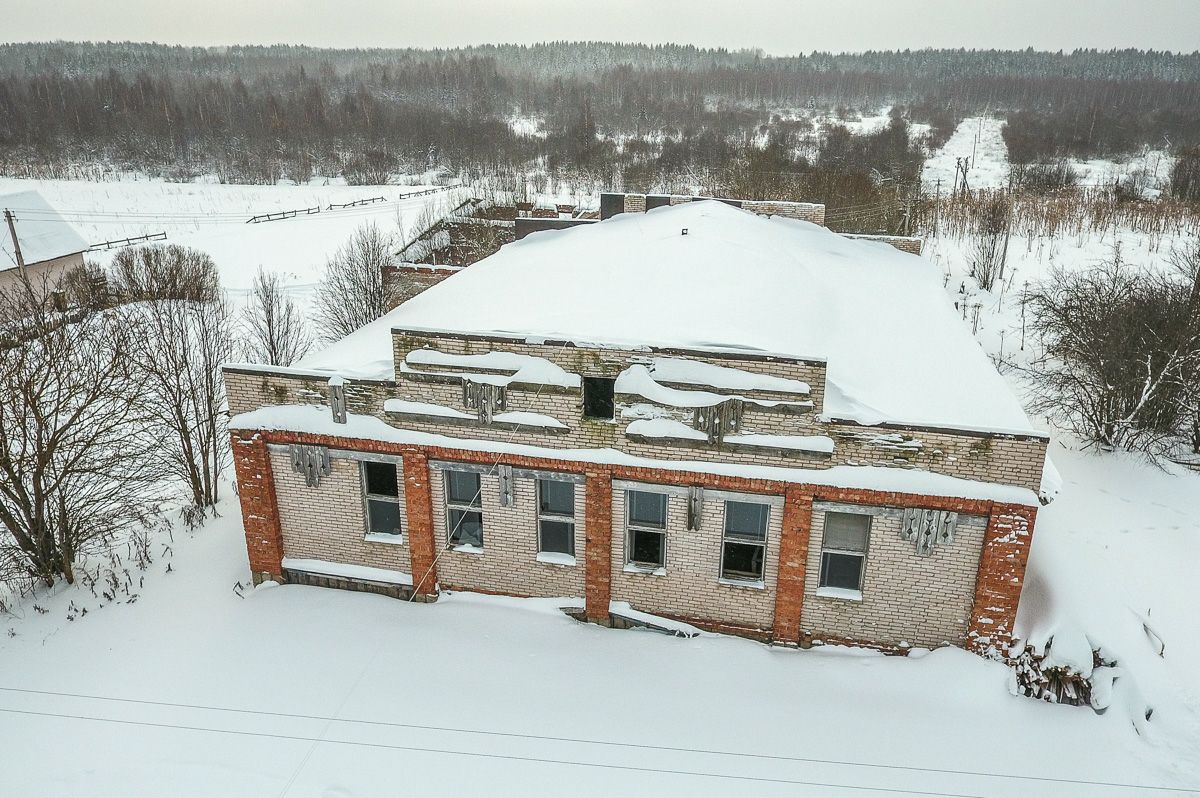
Бывшая столовая
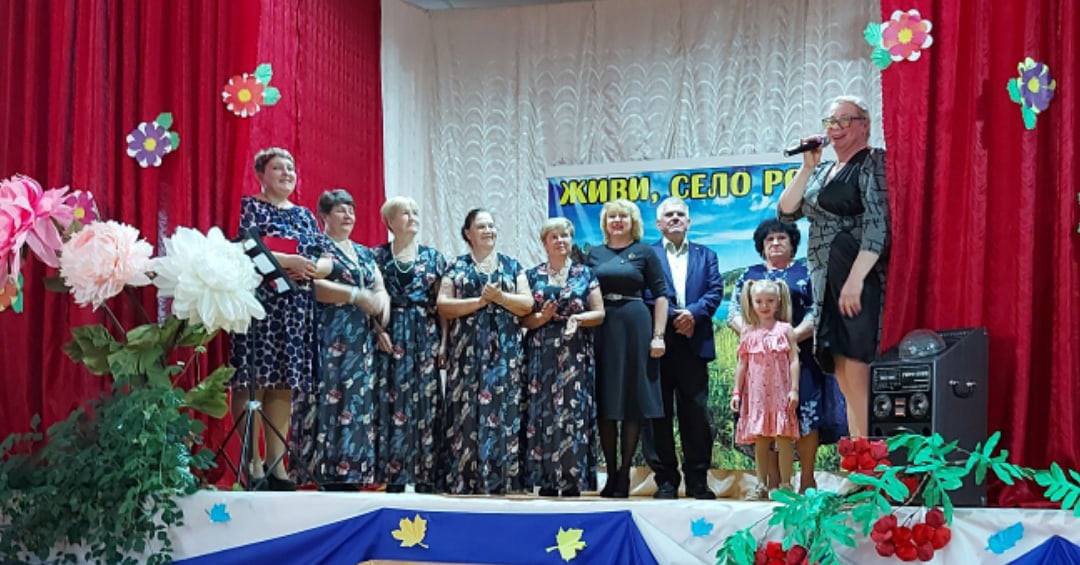
День пожилого человека, октябрь 2022

## Объекты культурного наследия
К региональным объектам культурного наследия в деревне Богослово отнесены:
- здание школы 1930-х гг., в которой учился Герой Советского Союза Д. Ф. Некрасов;
- изба Капыльцовой, конца XIX века;
- изба Матвеевой, середины XIX века;
- изба Баринова, середины XIX века. (утрачена?)

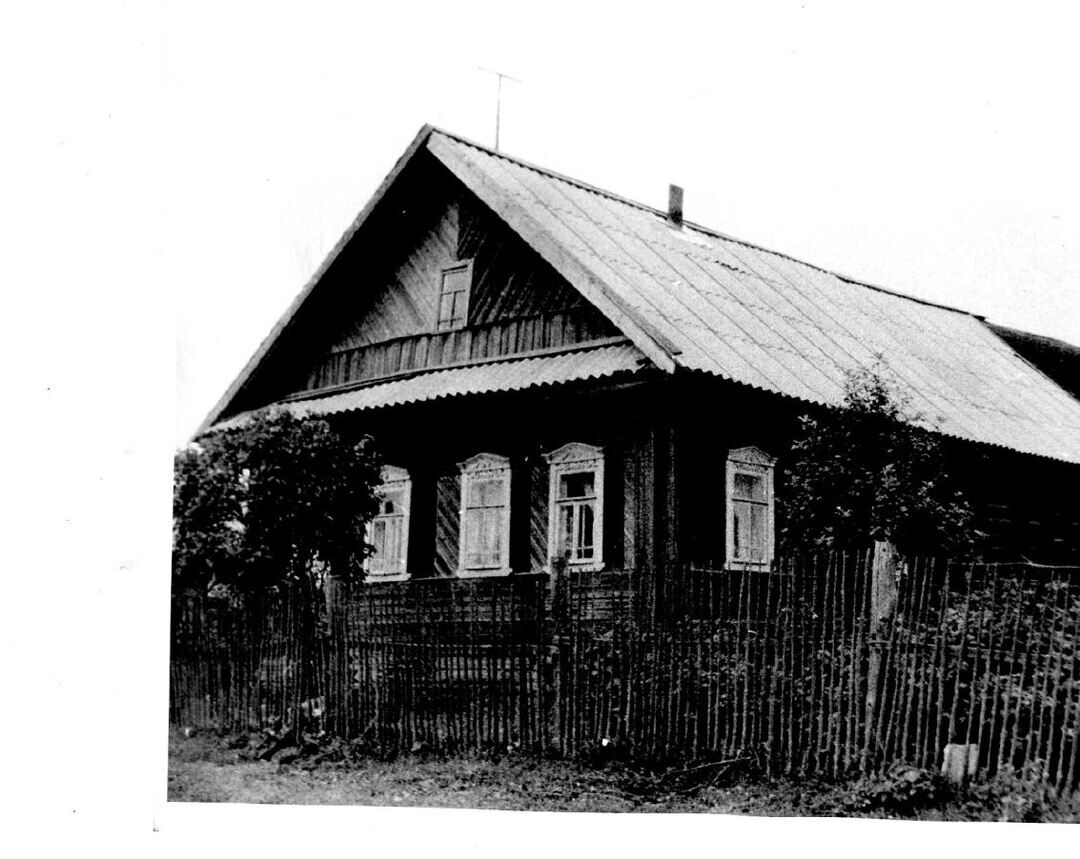
Изба Е. Копыльцовой
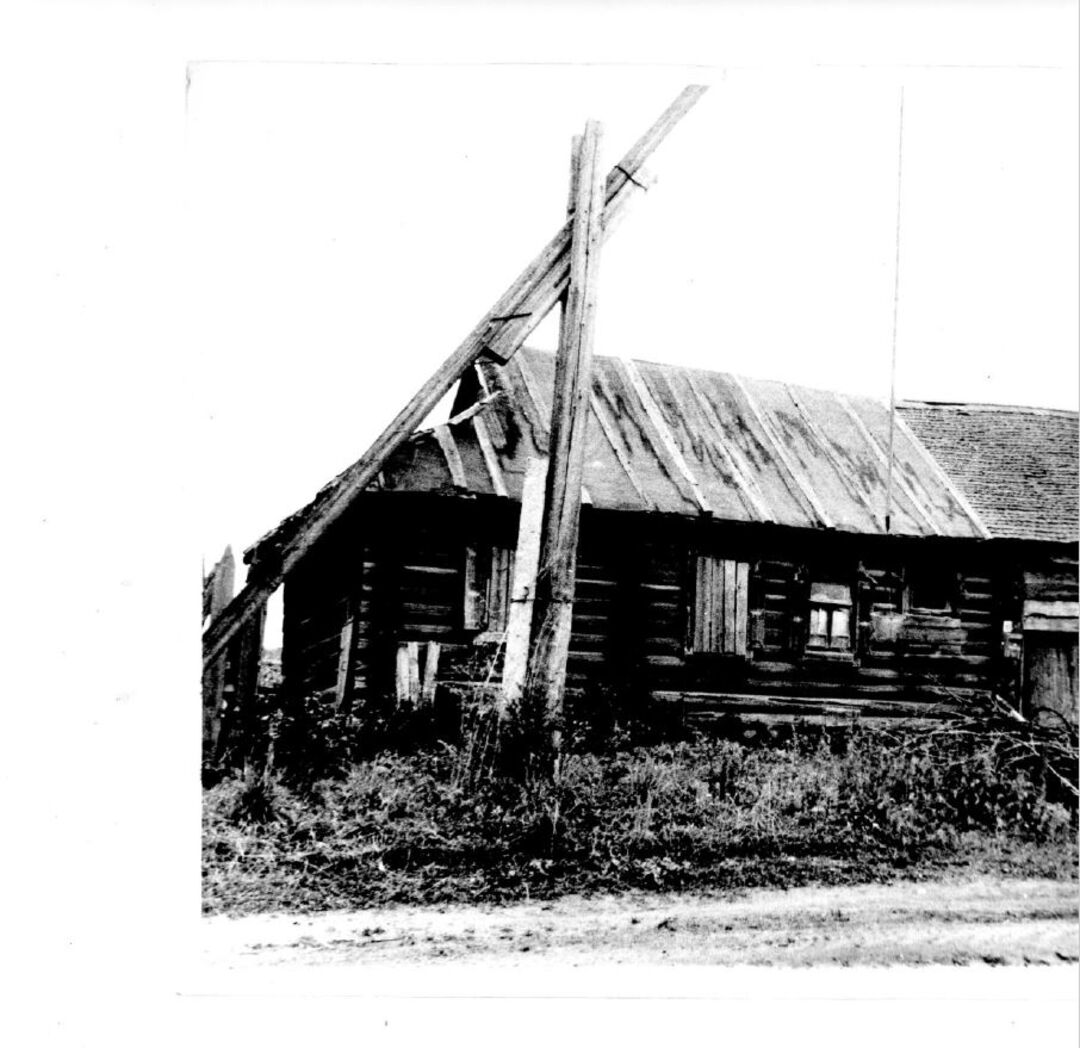
Двойная изба гражданина Матвеева А.И
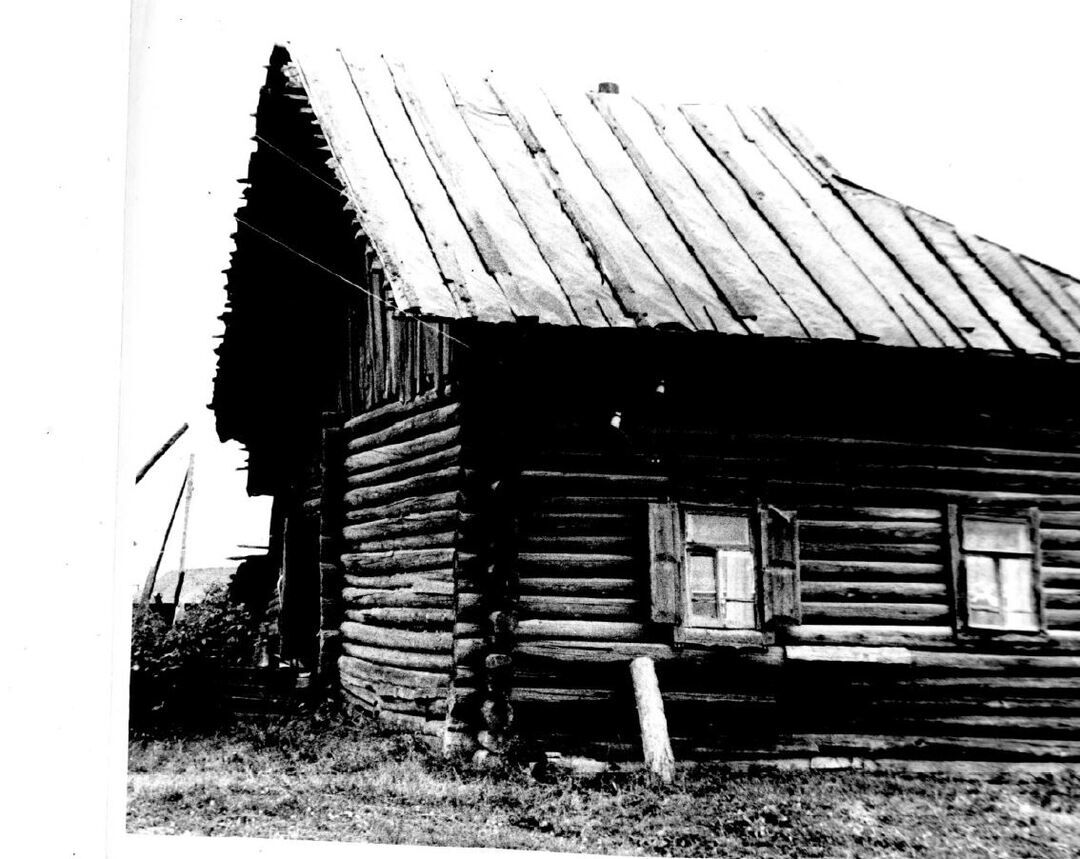
Изба М.М. Баринова

## Как добраться

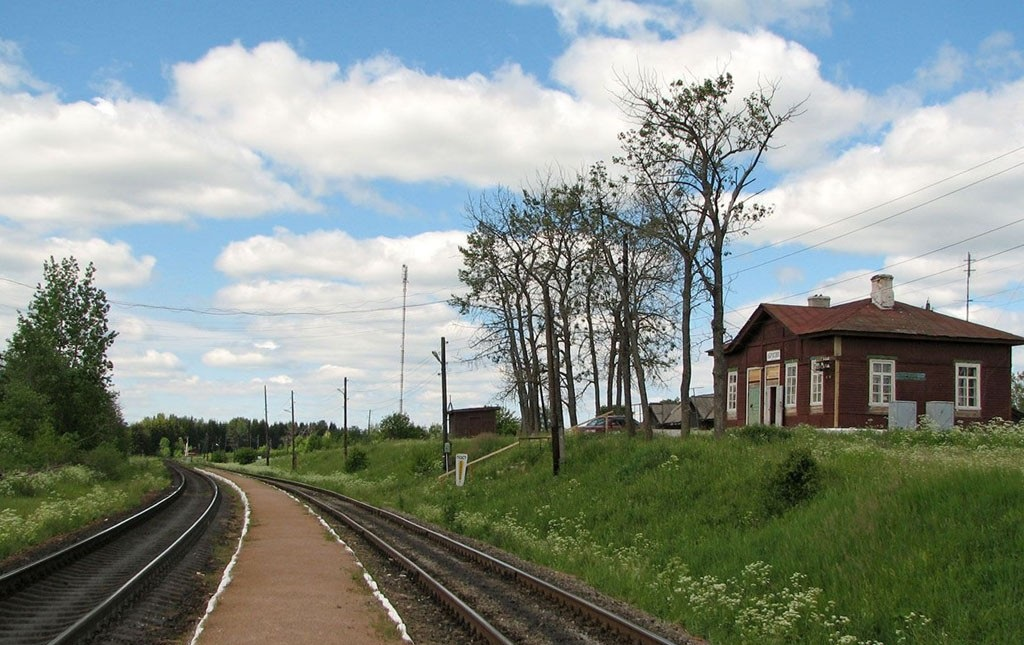
станция Абросово

Добраться до деревни Богослово из Санкт-Петербурга можно несколькими способами:
1. на поезде 610А Санкт-Петербург — Сонково до станции Абросово;
2. на электричках Санкт-Петербург — Кириши/Будогощь, Великий Новгород — Пестово до станции Абросово;
3. на частных маршрутных такси Санкт-Петербург — Пестово — Санкт-Петербург.

Так же существуют автобусные маршруты из города Пестово:
| № маршрута | Маршрут                                          | Дни осуществления перевозок                           |
| ---------- | ------------------------------------------------ | ----------------------------------------------------- |
| 102        | Пестово — Высоково                               | вторник на 3 неделе                                   |
| 102П       | Высоково - Богослово - заезд в Еськино - Пестово | вторник на 3 неделе                                   |
| 126        | Пестово - Абросово - Богослово                   | по понедельникам, средам, пятницам и 1 суббота месяца |
| 126П       | Абросово - Пестово                               | по понедельникам, средам, пятницам и 1 суббота месяца |